# Quintin
Pour les articles homonymes, voir Quintin (homonymie).
Quintin [kɛ̃tɛ̃] est une commune du département des Côtes-d'Armor, dans la région Bretagne (en Argoat), en France.

## Toponymie
Quintin doit son étymologie à la commune actuelle du Vieux-Bourg appelée Kintin vers 1330, Quintin en 1368, Quintini in Burgo en 1516 et Vetus Burgus Quintini dans les registres mortuaires de Saint-Gilles-Pligeaux. Le Vieux-Bourg était situé à cinq milles romains du Vieux-Bourg, ce que suggère l’appellation Quintam (millarum), cinquième borne milliaire depuis le Vieux-Bourg. La fondation d'un nouveau bourg dans la seigneurie de Quintin, fief d'Henri d'Avaugour et non un démembrement du comté de Goëlo vers 1227, comme on a longtemps cru, intervient après 1202, date où un castellum novum de Quintin, associé à une unité de mesure spécifique de céréales est attesté dans un acte en faveur de Beauport. La cession du fief de Quintin (« le Quintinia », bien différencié du Goloia- Goëlo- dans une enquête de 1235), près de l'ancien carrefour gallo-romain se traduit alors par un report du nom Quintin, à une époque où on en avait perdu le sens.
L'étymologie qui proposait de faire de « Quintin », un dérivé de Kistin : "la châtaigne" serait une erreur. Le nom en fait n'est pas breton mais latin. La confusion repose en fait sur l'assimilation Kistin et Kintin. Seule la forme « Kintin » est attestée par des dénominations d'origine latine dans les chartes féodales.

## Géographie

### Situation
Le bourg de Quintin est situé à vol d'oiseau à 16 km au sud-ouest de la ville de Saint-Brieuc. La commune a une superficie de seulement 312 hectares. Elle est arrosée par le Gouët, un petit fleuve côtier qui se jette dans la Manche.
| - Carte topographique de la commune de Quintin. |

| Le Fœil | Le Fœil | Le Fœil       |
| Le Fœil | Quintin |               |
| Le Fœil |         | Saint-Brandan |

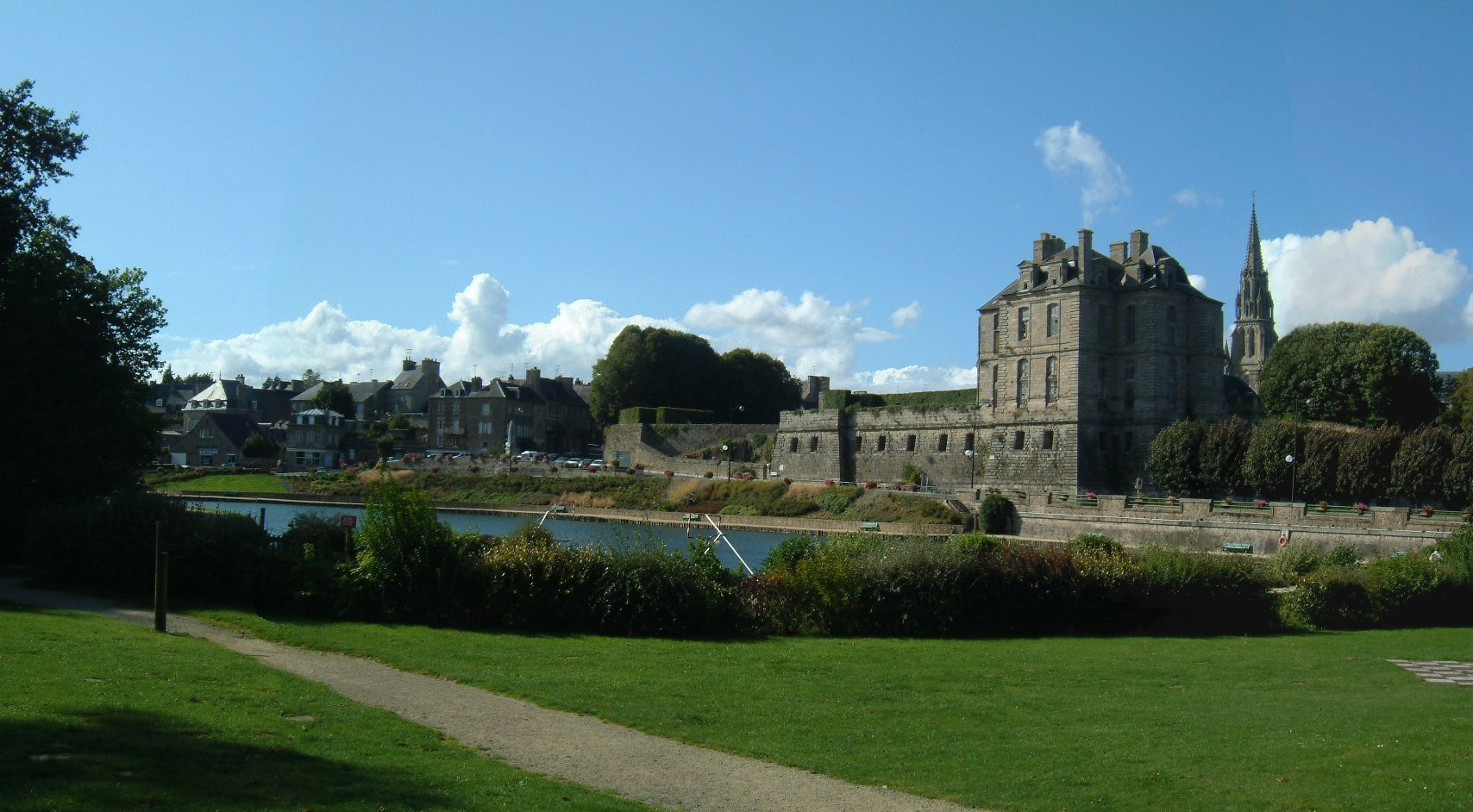
Vue panoramique de Quintin (l'étang, le château en face et la basilique sur la droite).

Stratégiquement, Quintin est au croisement des voies qui vont de Saint-Brieuc à Quimper en passant par Rostrenen d'une part et de Guingamp / Châtelaudren à Lorient en passant par Loudéac d'autre part. Pour garder ce nœud de communication, une forteresse y a été implantée, mais elle est restée en grande partie inachevée.
La relative forte pente du Gouët à cet endroit a été mise à profit pour créer un étang qui servait de protection à la forteresse et de réservoir d'eau pour un moulin. Au XXe siècle, ce moulin s'est mué en une centrale électrique qui a fonctionné jusqu'à peu après la Seconde Guerre mondiale.

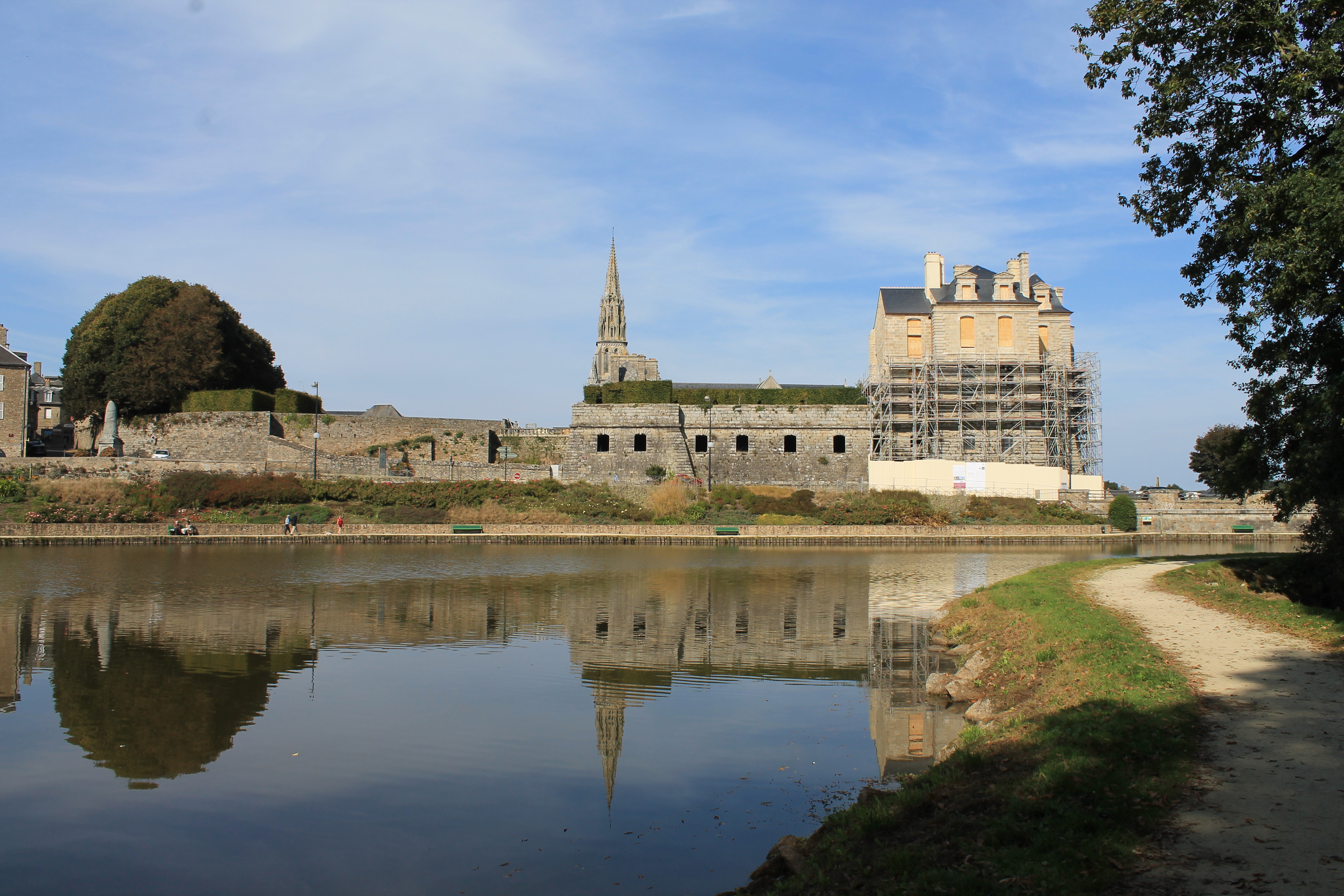
Quintin et son château vus de l'étang.
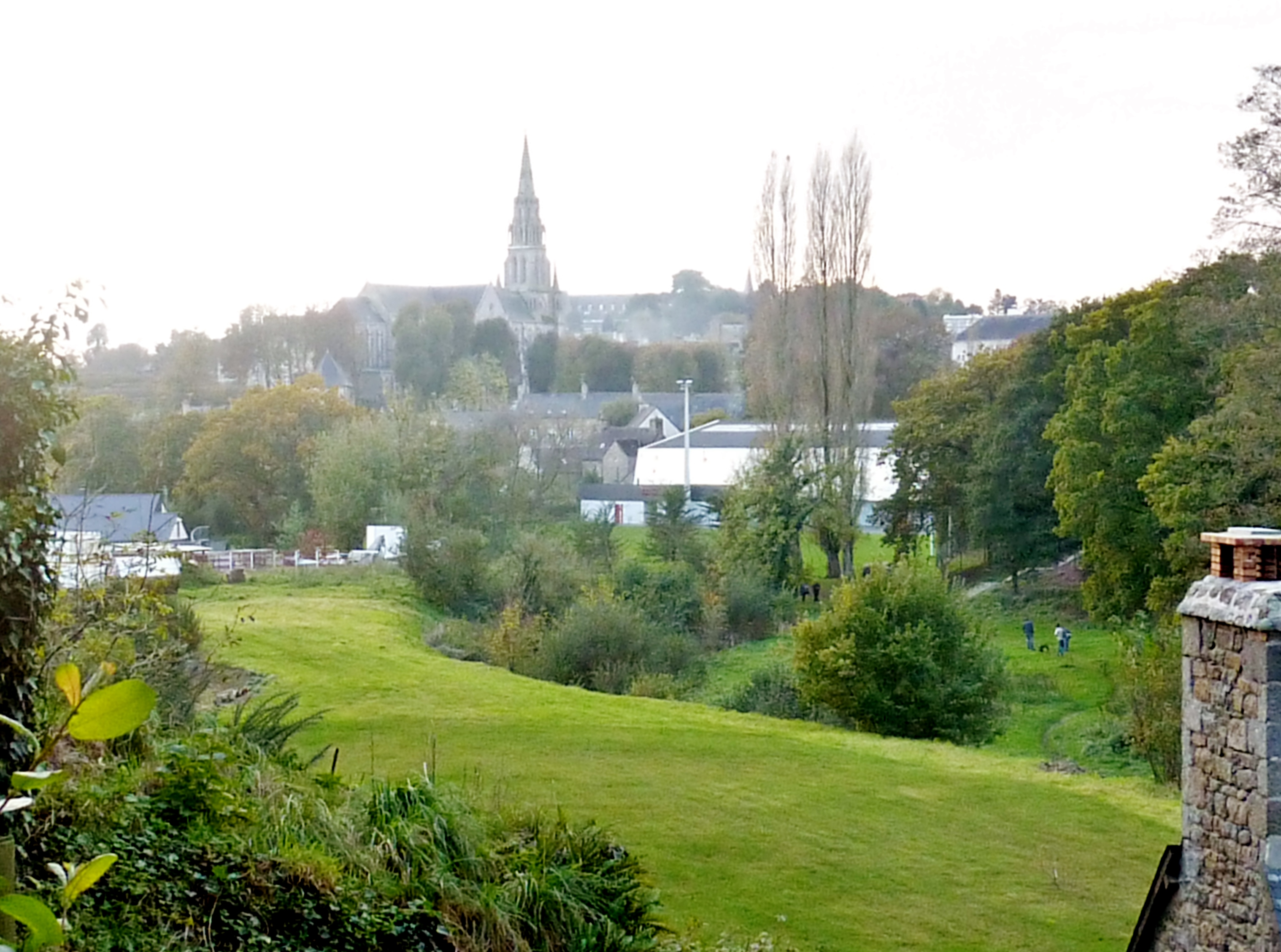
Quintin : vue générale depuis les environs du Chanet.
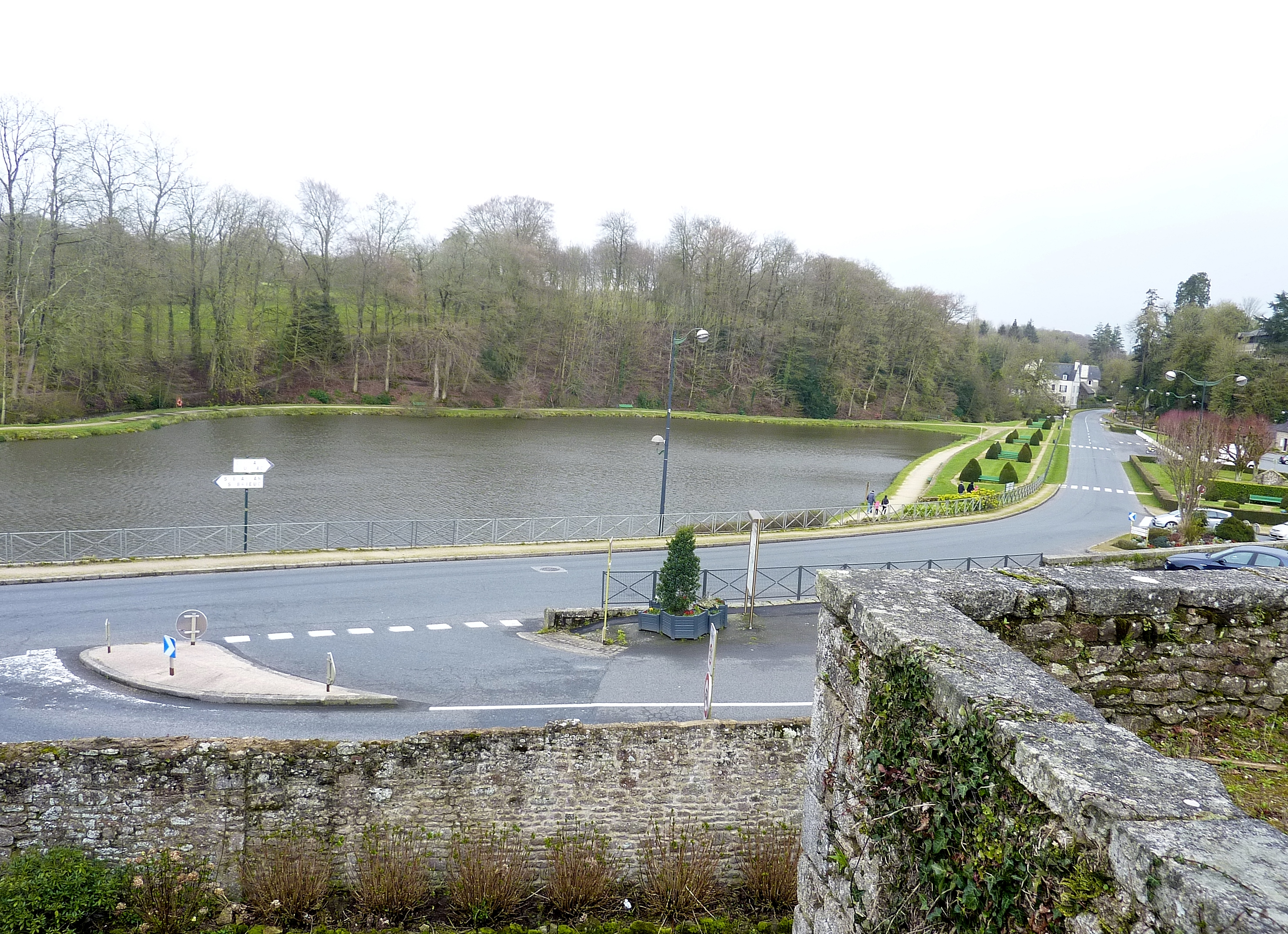
L'étang de Quintin vu des jardins du château.

L'actuelle gare de Quintin, qui était ouverte au seul trafic marchandises, placée sur la ligne ferroviaire de Saint-Brieuc à Pontivy, est située sur le territoire de la commune de Saint-Brandan. Le trafic de marchandises s'arrête en 2012 entre Saint-Brieuc et Loudéac ; la gare de Quintin n'est donc plus desservie.

### Cadre géologique

Carte géologique du Massif armoricain.

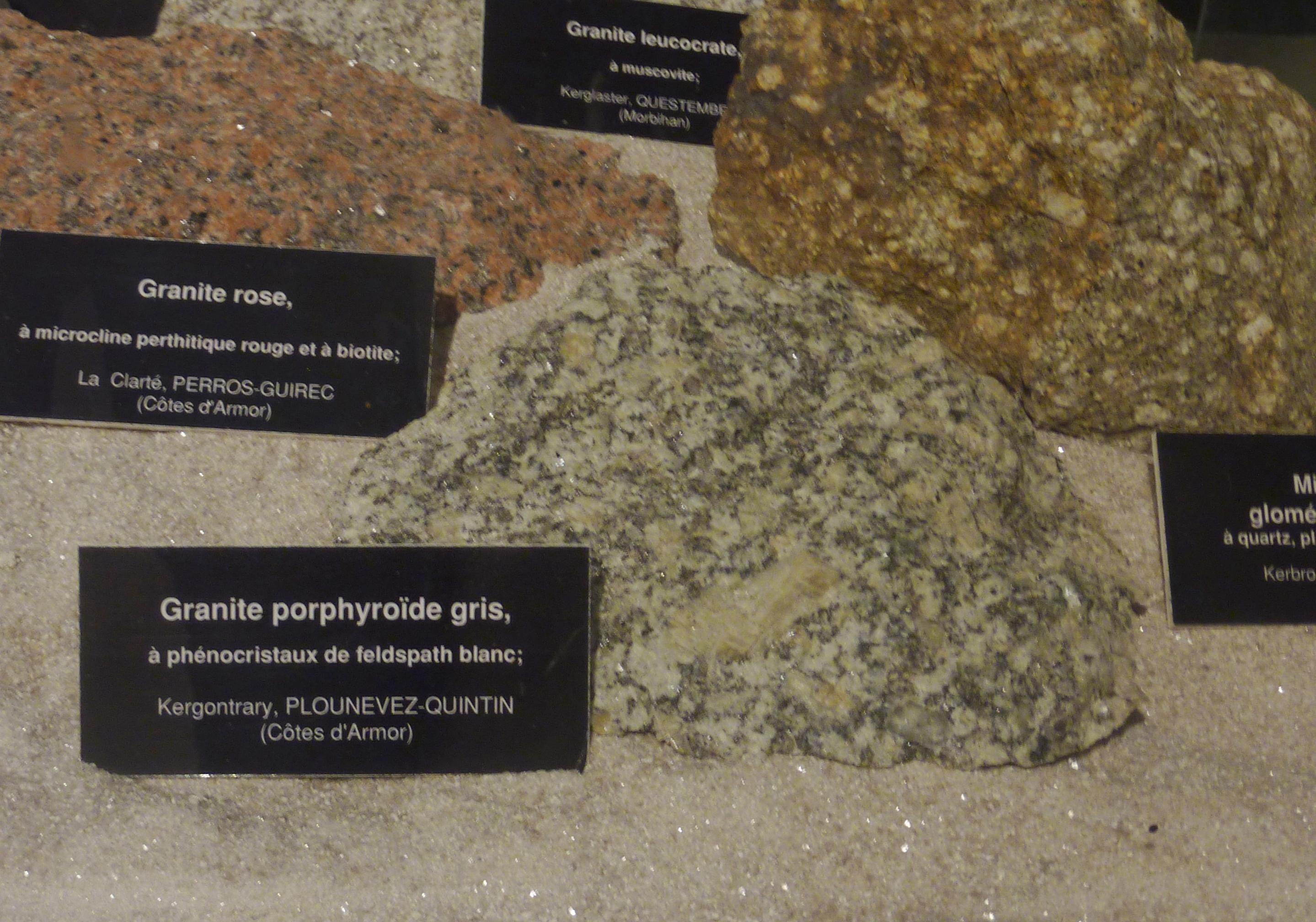
Granite porphyroïde gris du massif de Quintin.

Le massif granitique de Quintin est situé au nord-est du bassin de Châteaulin-Carhaix qui correspond à la terminaison occidentale du synclinorium médian armoricain. Au niveau de la bordure de ce synclinorium, ce massif qui s'allonge d'est en ouest sur près de 50 km constitue l'un des plus grands plutons polyphasés du batholite hercynien médio-armoricain, chapelet de massifs granitiques mis en place au cours de l'orogenèse varisque le long du Cisaillement Nord-Armoricain et partiellement déformés par lui. Dans le détail, cette mise en place a pu être contrôlée par des structures préexistantes, en particulier des failles WSW-ENE et des failles transverses NNE-SSW (structuration cadomienne). Ce chapelet comprend le leucogranite de Saint-Renan, les massifs composites de Plounéour-Ménez Huelgoat, Bégard-Plouaret, Quintin, Plœuc-Moncontour et Dinan.
L'affleurement du massif de Quintin est dû à l'érosion des anciens terrains sédimentaires qui le recouvraient (intrusion dans les couches paléozoïques du bassin et le socle briovérien). Il est essentiellement constitué de granite porphyroïde à gros feldspaths blanchâtres d'orthose, dans un fond relativement sombre, dû à l'abondance du mica noir (biotite). De teinte grise à gris bleuté, il affleure localement sous la forme d'énormes boules formant de pittoresques chaos ou a été exploité dans la carrière de Kergontrary en Plounevez-Quintin, sous le nom commercial de "Gris celtique", comme roche ornementale, notamment pour l'art funéraire. Ce massif s'avère d'un intérêt particulier par la présence de minéralisations métallifères (Ur, Be, Sn, W, Mo, Bi...) liées au processus de cataclase post-magmatique et de précipitation des fluides minéralisés dans des fractures transverses tardives.

### Hydrographie
Pour un article plus général, voir Réseau hydrographique des Côtes-d'Armor.
La commune est située dans le bassin Loire-Bretagne. Elle est drainée par le Gouët,.
Le Gouët, d'une longueur de 47 km, prend sa source dans la commune du Haut-Corlay et se jette  dans la baie de Saint-Brieuc en limite de Plérin et de Saint-Brieuc, après avoir traversé 16 communes. 
Un plan d'eau complète le réseau hydrographique : l'étang de Quintin (1,47 ha),.

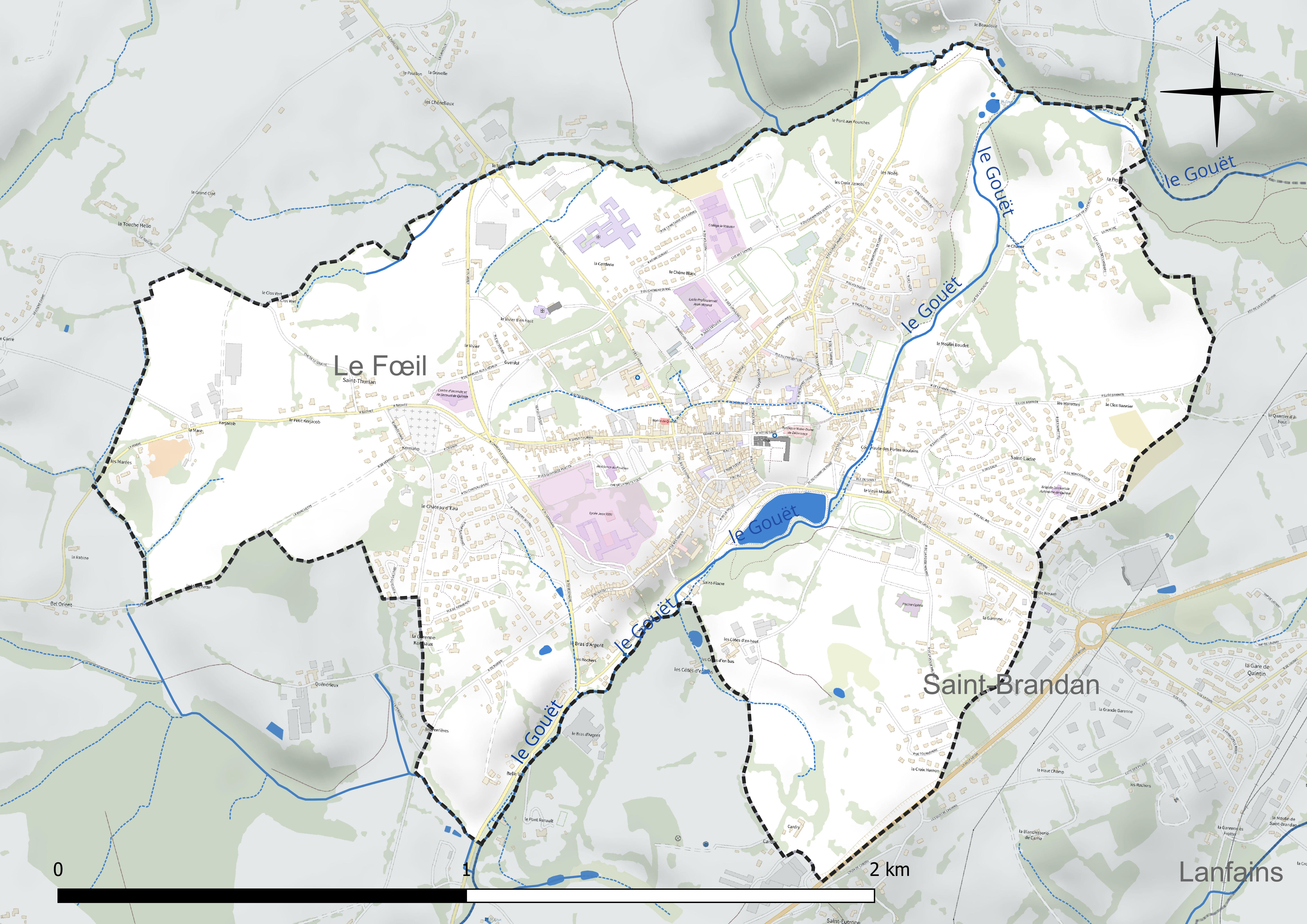
Réseau hydrographique de Quintin.

### Climat
Pour des articles plus généraux, voir Climat de la Bretagne et Climat des Côtes-d'Armor.
En 2010, le climat de la commune est de type climat océanique franc, selon une étude du CNRS s'appuyant sur une série de données couvrant la période 1971-2000. En 2020, Météo-France publie une typologie des climats de la France métropolitaine dans laquelle la commune est exposée à un climat océanique et est dans la région climatique  Finistère nord, caractérisée par une pluviométrie élevée, des températures douces en hiver (6 °C), fraîches en été et des vents forts. Parallèlement l'observatoire de l'environnement en Bretagne publie en 2020 un zonage climatique de la région Bretagne, s'appuyant sur des données de Météo-France de 2009. La commune est, selon ce zonage, dans la zone « Intérieur  », exposée à un climat médian, à dominante océanique.
Pour la période 1971-2000, la température annuelle moyenne est de 10,8 °C, avec  une amplitude thermique annuelle de 11,5 °C. Le cumul annuel moyen de précipitations est de 929 mm, avec 13,8 jours de précipitations en janvier et 7,3 jours en juillet. Pour la période 1991-2020, la température moyenne annuelle observée sur la station météorologique la plus proche, située sur la commune de Plœuc-L'Hermitage à 13 km à vol d'oiseau, est de 11,1 °C et le cumul annuel moyen de précipitations est de 954,7 mm,. Pour l'avenir, les paramètres climatiques de la commune estimés pour 2050 selon différents scénarios d'émission de gaz à effet de serre sont consultables sur un site dédié publié par Météo-France en novembre 2022.

## Urbanisme

### Typologie
Au 1er janvier 2024, Quintin est catégorisée bourg rural, selon la nouvelle grille communale de densité à 7 niveaux définie par l'Insee en 2022.
Elle appartient à l'unité urbaine de Quintin, une unité urbaine monocommunale constituant une ville isolée,. Par ailleurs la commune fait partie de l'aire d'attraction de Saint-Brieuc, dont elle est une commune de la couronne,. Cette aire, qui regroupe 51 communes, est catégorisée dans les aires de 200 000 à moins de 700 000 habitants,.

### Occupation des sols
L'occupation des sols de la commune, telle qu'elle ressort de la base de données européenne d’occupation biophysique des sols Corine Land Cover (CLC), est marquée par l'importance des territoires artificialisés (57,1 % en 2018), en augmentation par rapport à 1990 (47,6 %). La répartition détaillée en 2018 est la suivante : 
zones urbanisées (57,1 %), zones agricoles hétérogènes (26,4 %), prairies (10,1 %), terres arables (3,5 %), forêts (2,9 %). L'évolution de l’occupation des sols de la commune et de ses infrastructures peut être observée sur les différentes représentations cartographiques du territoire : la carte de Cassini (XVIIIe siècle), la carte d'état-major (1820-1866) et les cartes ou photos aériennes de l'IGN pour la période actuelle (1950 à aujourd'hui).

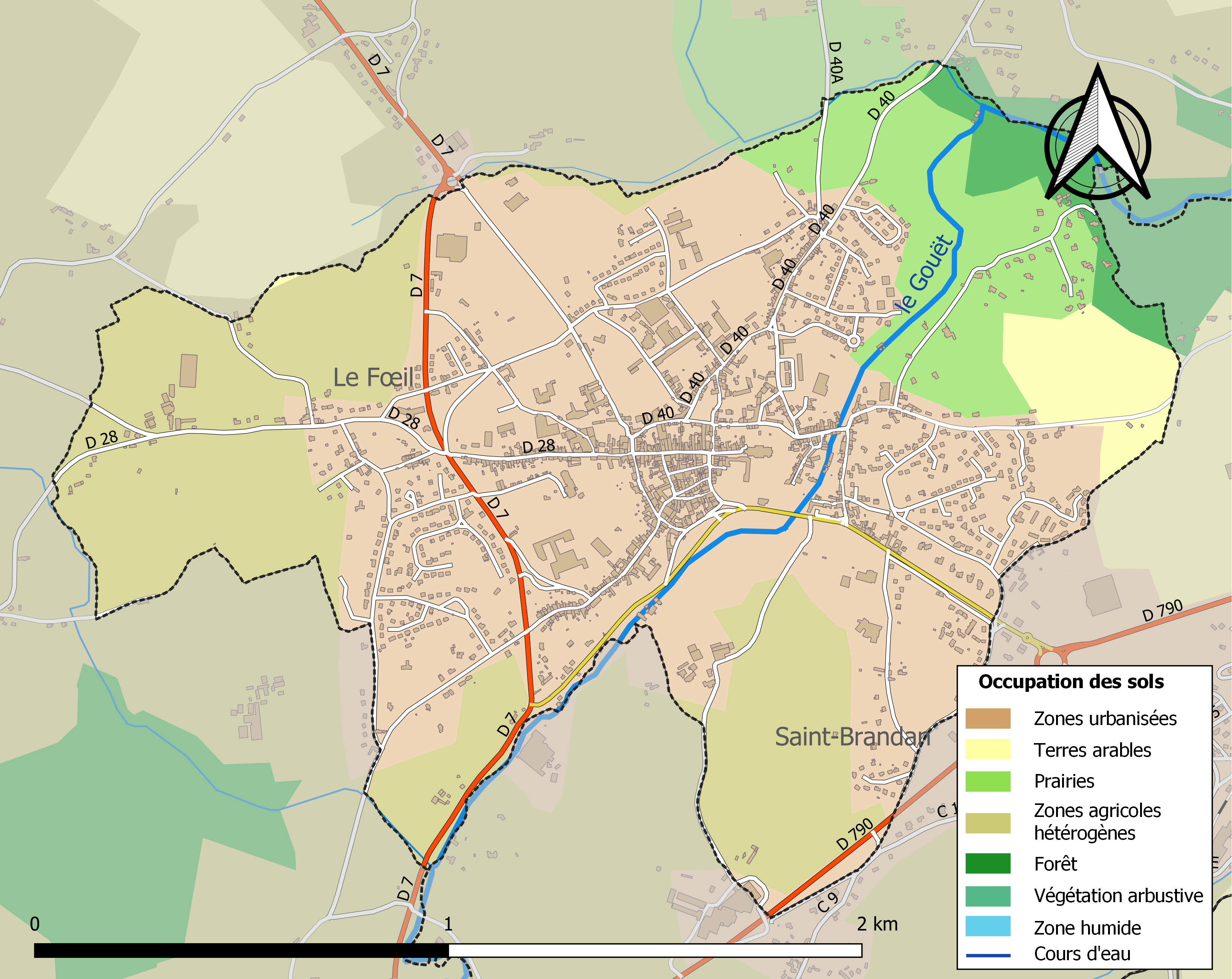
Carte des infrastructures et de l'occupation des sols de la commune en 2018 (CLC).

## Économie
Quintin compte plus de 10 000 m2 de locaux vacants principalement répartis dans l'ancien hôpital de ville avant que celui-ci ne déménage et dans ce qui fut autrefois une brasserie. Près de la moitié des cellules commerciales du centre-ville sont vacantes tandis que deux grandes surfaces alimentaires sont établies dans les périphéries de Quintin.

## Histoire

### Préhistoire
La présence de menhirs atteste que la région était occupée depuis le néolithique.

### Antiquité
Quintin voit sa création dès l'époque romaine du fait de sa position stratégique de carrefour des voies de communication.

### Moyen Âge
Au début, Quintin était située à l'emplacement de l'actuelle commune du Vieux-Bourg mais, par suite d'une épidémie de peste, la ville déménagea.

#### XIIesiècle-XIIIesiècle
La seigneurie de Quintin remonte au moins au XIIe siècle : le premier seigneur de Quintin dont on connaît le nom est Geoffroy Ier Botherel, fils d'Alain de Goëlo, comte de Penthièvre et de Goëlo, qui eût en partage la seigneurie de Quintin et la transmit à sa postérité.
Geoffroy Botherel aurait ramené de la septième croisade une relique réputée être un morceau d'une des ceintures de la Vierge Marie.
En 1294, les murailles de Quintin sont démantelées, puis rebâtie ensuite.
En 1347, lors de la Guerre de succession de Bretagne, le seigneur de Quintin, qui soutenait Charles de Blois, fut tué à la bataille de La Roche-Derrien. Mais les paysans bretons se révoltèrent contre les Anglais et firent 250 prisonniers, que les bouchers et charcutiers de Quintin massacrèrent.

#### XIVesiècle-XVesiècle
En 1487, Pierre Le Long, seigneur de Kervegnes et Yvon de Rouef, seigneur du Bois de la Roche, assiègent Quintin en l'absence du seigneur de la ville Pierre de Rohan. Les habitants demandent à capituler contre la promesse que leurs personnes et leurs biens seront respectés, mais, à peine maîtres de la ville, les soldats pillent sans vergogne la ville et le château. Le seigneur de Quintin reprit la ville, mais celle-ci fut reprise peu après par le capitaine Gouiquet et la ville est à nouveau pillée.
En 1498, Pierre de Rohan et son épouse Jeanne du Perrier font construire un hospice pour les pauvres, le dotant d'une rente en seigle pour leur nourriture.
Parmi les territoires compris dans la seigneurie de Quintin : Le Bodéo.

### Époque moderne

#### Quintin auXVIesiècle

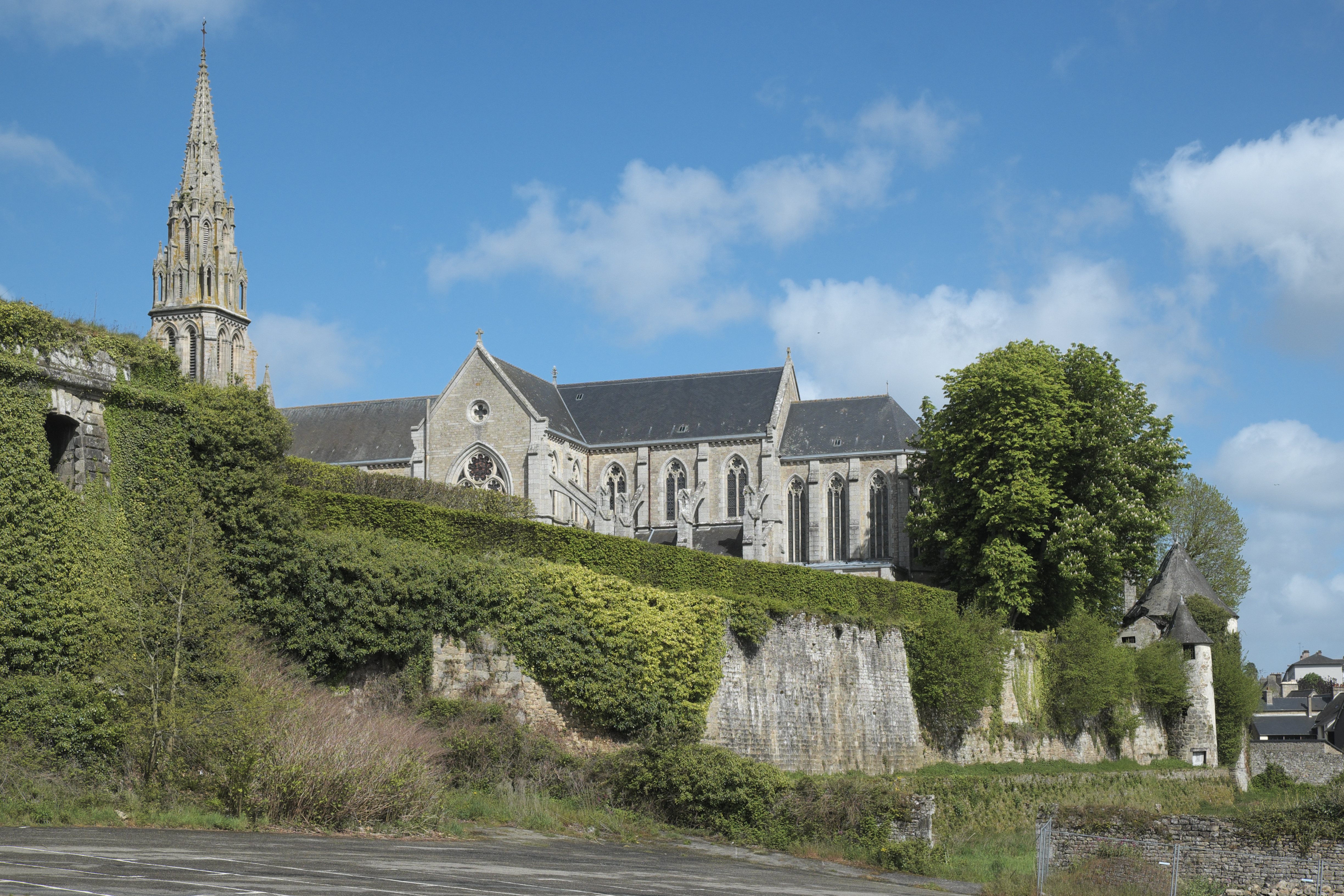
Les remparts de Quintin et la basilique Notre-Dame-de-Délivrance.

A. Marteville et P. Varin, continuateurs d'Ogée, écrivent à propos de Quintin : 

« Dans le XVIe siècle c'était une ville fortifiée ; on voit encore les traces de ses fortifications. À l'est était le château, la porte Neuve et la porte Saint-Julien : à l'ouest la porte Notre-Dame ; au nord la porte de la Rose ; au sud le château Gaillard. On peut dire que la ville avait presque la forme d'un quadrilatère. L'intérieur se compose de rues étroites et tortueuses ; l'arrivée, au contraire, annonce une ville importante et bien bâtie. On y compte douze rues et deux places publiques, l'une dite place du Martray, l'autre Place de 1830. C'est sur celle-ci qu'était en 1441 la cohue. ».

En 1592, lors des Guerres de la Ligue, la ville, devenue protestante, est prise par le duc de Mercœur. Mais les habitants, qui étaient attachés à leur seigneur, qui était alors Guy XX de Laval, comte de Laval, facilitèrent la reprise de la ville par le capitaine La Giffardière ; Quinton repassa dans le camp d'Henri IV.
Un aveu de 1690 indique qu'à Quintin se trouvait une « caquinerie », un hôpital où l'on traitait la lèpre.
L'église paroissiale Notre-Dame fut en partie détruite par un incendie dû à l'imprudence du sacristain ivre qui mit le feu à son lit. Un fragment de la ceinture de la Vierge, rapporté de Jérusalem par Geoffroy Ier, fut retrouvé intact dans les décombres, et cette relique est conservée dans l'église.

#### Une place forte protestante
Amaury III de Goyon de La Moussaye (petit-fils de Charles Goyon qui avait construit en 1583 le château de la Houssaye en Quessoy), époux d'Henriette Catherine de La Tour-d'Auvergne, qui fut gouverneur de Rennes, commença en 1645 la construction du château de Quintin dont les soubassements et un grand pavillon d'angle dominent encore l'étang et la route de Saint-Brieuc. Le projet initial, connu par un dessin de l'époque, était un château à deux corps, reliés par des ailes assez courtes, mais l'intervention royale, sur plainte de l'évêque de Saint-Brieuc, arrêta le chantier considéré comme une place forte protestante, en contradiction avec des clauses de l'Édit de Nantes.
En 1666, Mme de Goyon de La Moussaye (Henriette Catherine de La Tour-d'Auvergne), ardente calviniste, tint des assemblées de réformés dans le château de Quintin et, après leur interdiction sur intervention de Mgr de La Barde, évêque de Saint-Brieuc, installa un lieu de prêche en forêt de Quintin, lequel fut à son tour interdit.
Quintin a aussi été un centre monastique. Mais malgré ses monuments et hôtels particuliers que l'on peut encore voir, la ville n'a plus aujourd'hui l'importance qu'elle avait jadis. Sous l'ordre d'un ministre qui faisait détruire tous châteaux et forteresses pouvant porter ombre sur l'autorité du roi, surtout s'ils renforçaient le pouvoir protestant, le château de la ville n'a pas été terminé.

#### L'essor de la production toilière
L'essor au XVIe siècle des fabricants et marchands de toiles de lin dans la région de Pontivy, Moncontour, Uzel, Quintin permit la construction de nombreuses églises paroissiales dans la région, mais peu sont restées, la plupart ayant été reconstruites au XVIIIe siècle.

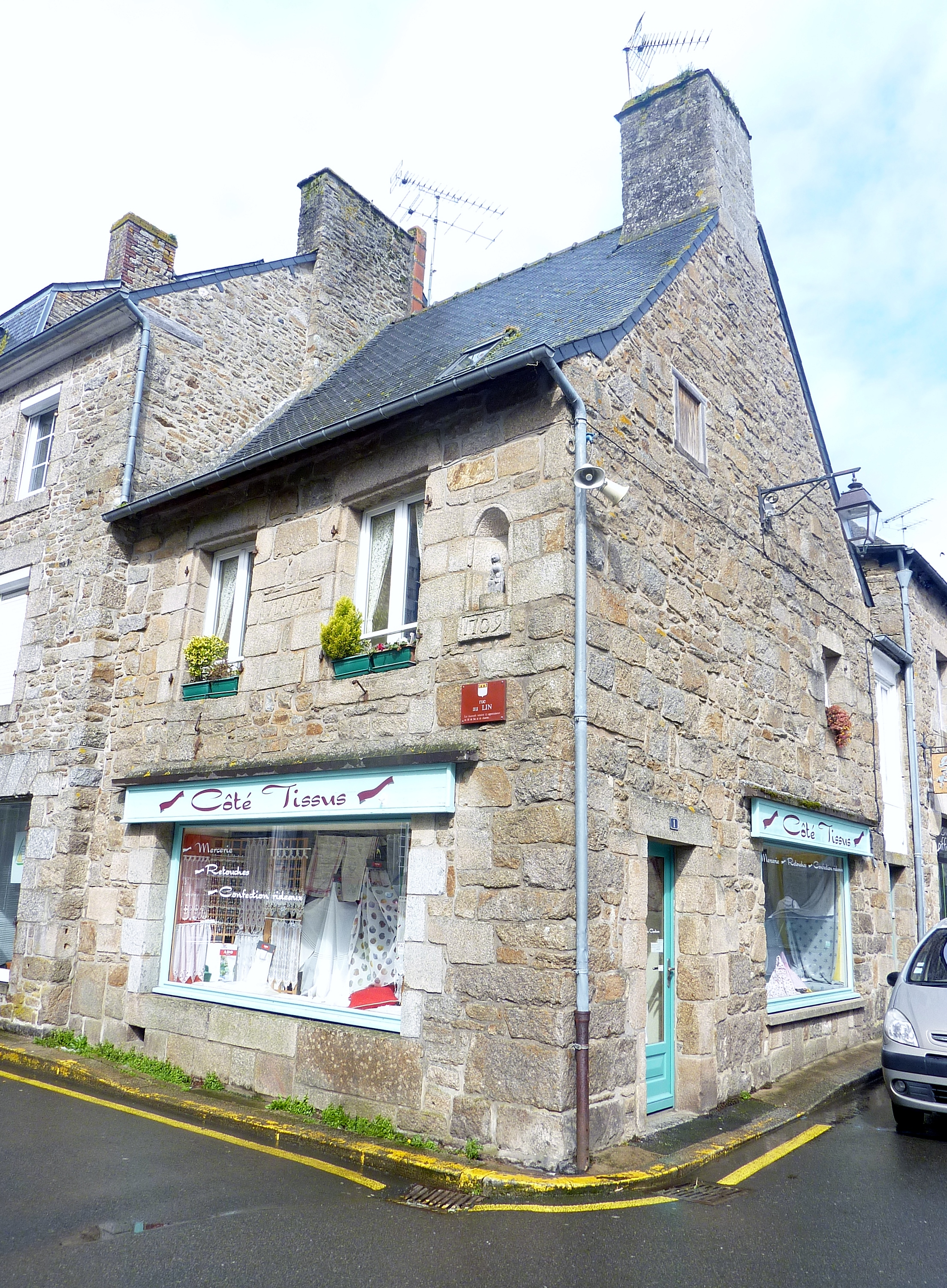
Maison datant de 1709 située rue au Lin à Quintin.

Quintin s'est essentiellement développée, aux XVIIe et XVIIIe siècles, par le tissage et le commerce des toiles de lin, enrichissant des familles de négociants. Les toiles servaient à la confection des bonnets et des cols : aux XVIIe et XVIIIe siècles, cette industrie s'étendit aux toiles dites « de Bretagne » dans le quadrilatère Saint-Brieuc - Corlay - Pontivy - Moncontour et étaient exportées en Espagne et dans les colonies espagnoles (elles étaient appelées bretanas, quintines ou pondivi) via Cadix principalement, où des marchands français, notamment malouins (par exemple les familles Magon, de la Haye, Éon) étaient installés.
Cette activité apportait un complément de revenu aux habitants des paroisses de l'Argoat. « Les habitants sont laborieux, mais négligent l'agriculture » écrit l'intendant de Bretagne Jean-Baptiste des Gallois de La Tour en 1733 à propos de la subdélégation de Quintin.

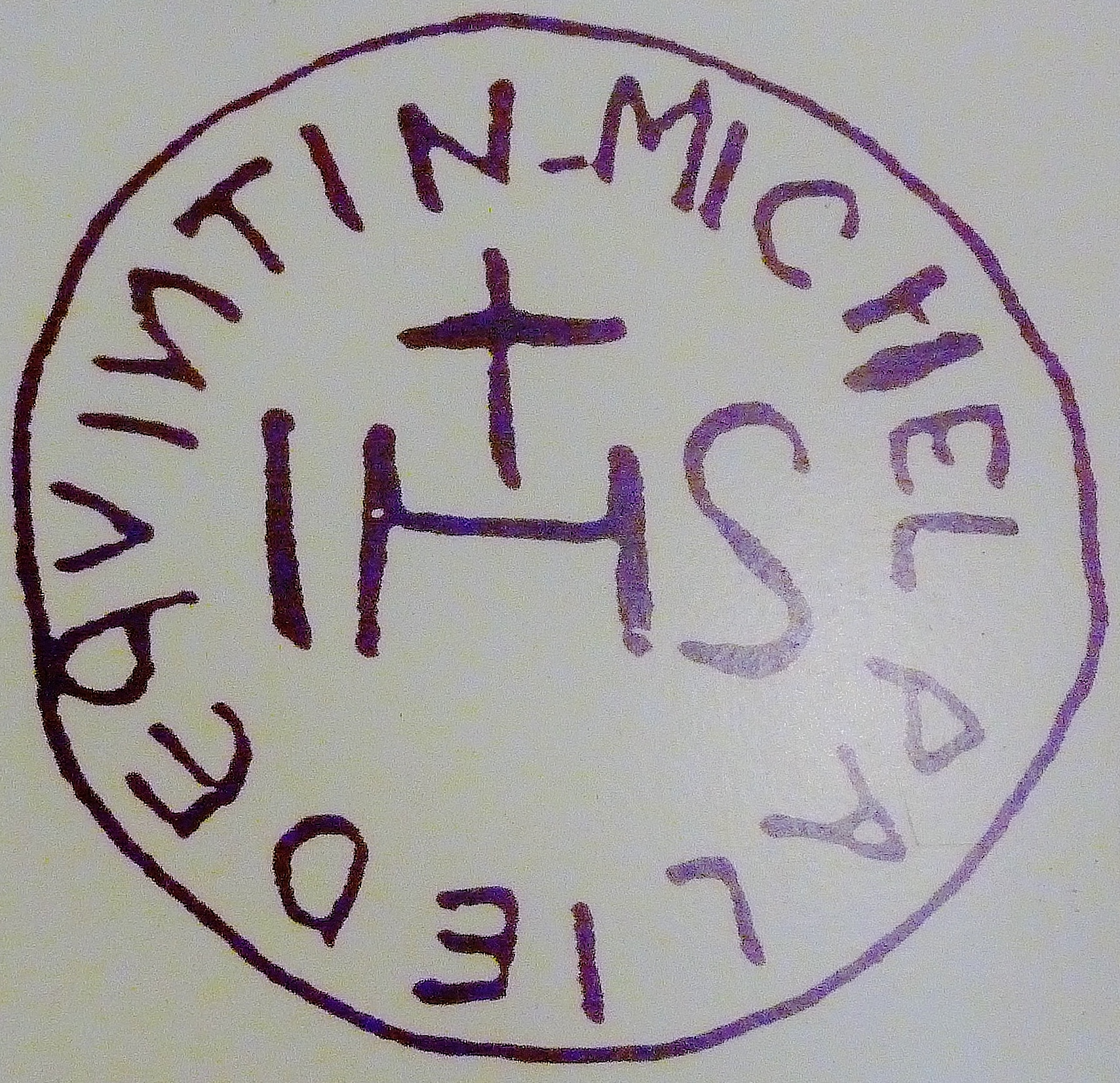
La marque des tisserands de Quintin, avec l'inscription "IHS" [Jésus-Christ] (Archives départementales des Côtes-d'Armor).

Les graines de lin venaient de Lübeck et étaient importées principalement par le port de Roscoff, qui les redistribuait par barques aux ports du Trégor, du Léon et du Goëlo. Il était cultivé dans les paroisses proches du littoral (grâce à l'apport d'engrais marin) et le "lin en bois" (lin récolté, roui et séché) était transporté en chariots vers les zones manufacturières.
On estime que l'activité textile donnait du travail à près de 40 000 fileuses dans le quadrilatère précité, qui fournissait les fils de lin à environ 5 000 tisserands. Les toiles de lin, une fois tissées, étaient vendues sur les marchés de Quintin, Uzel et Loudéac à des marchands (par exemple le quintinais Rodolphe Baron du Taya ou encore Guillaume Le Deist de Botidoux à Uzel) qui se chargeaient de les faire blanchir par d'autres paysans, notamment au Quillio, avant d'être dirigées vers les ports exportateurs (Saint-Malo principalement, mais aussi Nantes, Morlaix, Landerneau, Lorient.
Depuis Quintin en direction de Saint-Malo, les rouliers transportant les toiles de lin empruntant l'ancienne voie romaine passant par Lamballe et Dinard ; quelques passages étaient délicats, notamment le passage du Guildo ; ce trajet prenait trois jours et nécessitait un transbordement par bateau entre Dinard et Saint-Malo.
Des lettres patentes de 1736 organisèrent le contrôle des toiles produites, dont la qualité laissait parfois à désirer ; chaque fabricant doit désormais apposer sa marque et faire contrôler sa production à un bureau de marque des toiles (il en existe plusieurs, notamment à Quintin, Uzel et Loudéac ; de nouvelles lettres patentes furent rédigées le 5 mai 1779 concernant le commerce des toiles "Bretagnes". La ville comptait alors 300 tisserands. Vers 1775, plus de 80 % de la production des "bretagnes" étaient exportées, dont 70 % vers l'Amérique espagnole.
Un nouveau système espagnol de douanes et les guerres maritimes entre Anglais et Français provoquèrent le déclin des exportations dans les années précédant la Révolution française, celui-ci s'accentuant pendant les guerres de la Révolution et de l'Empire. Les manufactures des toiles « Bretagnes » disparaissent totalement entre 1825 et 1840 car le coton remplaça peu à peu le lin et les manufactures sont restées à un mode de production artisanal utilisant des techniques traditionnelles face à l'essor des métiers mécaniques et furent supplantées par la concurrence étrangère, notamment irlandaise et silésienne, malgré quelques tentatives de modernisation comme celle menée par François-Cyprien Baron du Taya qui installa deux ateliers de filage et tissage vers 1840 à L'Hermitage-Lorge, mais cette activité ne dura que quelques années.

### LeXIXesiècle

#### Émigration et misère auXIXesiècledans la région de Quintin
Le déclin de l'activité textile provoqua misère et émigration. Ce cycle de la misère commence en 1779 et s'est prolongé pendant plus de 80 ans, au fur et à mesure du dépérissement de l'activité textile. La région des manufactures des toiles « Bretagnes » connaît son pic démographique dans la décennie 1830 et a ensuite perdu de 50 à 60 % de sa population en un siècle. A. Marteville et P. Varin, continuateurs d'Ogée, écrivent en 1845 qu'à Quintin « le commerce des toiles est le principal du pays, mais la vente en baisse beaucoup depuis quelques années. Uzel et Loudéac sont les principaux marchés qui alimentent ce commerce ».
En 1841, on recense 1 138 indigents et 420 mendiants dans le canton de Quintin (soit 10,75 % de la population totale du canton qui est alors de 14 485 habitants), dont 926 indigents et 135 mendiants pour la seule ville de Quintin qui a alors une population de 4 112 habitants.
Ente 1779 et 1866, la région des manufactures (le quadrilatère Saint-Brieuc - Corlay - Pontivy - Moncontour) perd par émigration 29 100 personnes. Entre 1826 et 1866, Plaintel voit sa population baisser de 28,7 %, Allineuc de 23,2 %, Plémy de 19,9 %, Le Bodéo de 17,3 %, La Harmoye de 15,6 %, etc..
D'anciens travailleurs du textile se firent colporteurs, notamment à La Motte (dans cette commune, entre 1807 et 1830 l'on dénombrait 84 tisserands), Trévé et Saint-Hervé ; d'autres devinrent « pillotoux » notamment à Lanfains (dans cette commune en 1872 80 chefs de famille, sur un total de 400, sont chiffonniers ; ceux-ci étaient aussi nombreux à Saint-Brandan et Plœuc) ; d'autres devinrent vagabonds ou remplaçants (effectuant le long service militaire à la place d'un homme ayant tiré, lors du tirage au sort, un mauvais numéro) : Jean Martin a ainsi compté 1 285 remplaçants dans la région des manufactures entre 1845 et 1855). Des femmes devinrent « nourrices sur lieu » [à domicile], notamment à Paris, ce qui constitue une émigration temporaire qui se transformait souvent en émigration définitive car elles devenaient ensuite "bonnes à tout faire".

#### Quintin vers le milieu duXIXesiècle

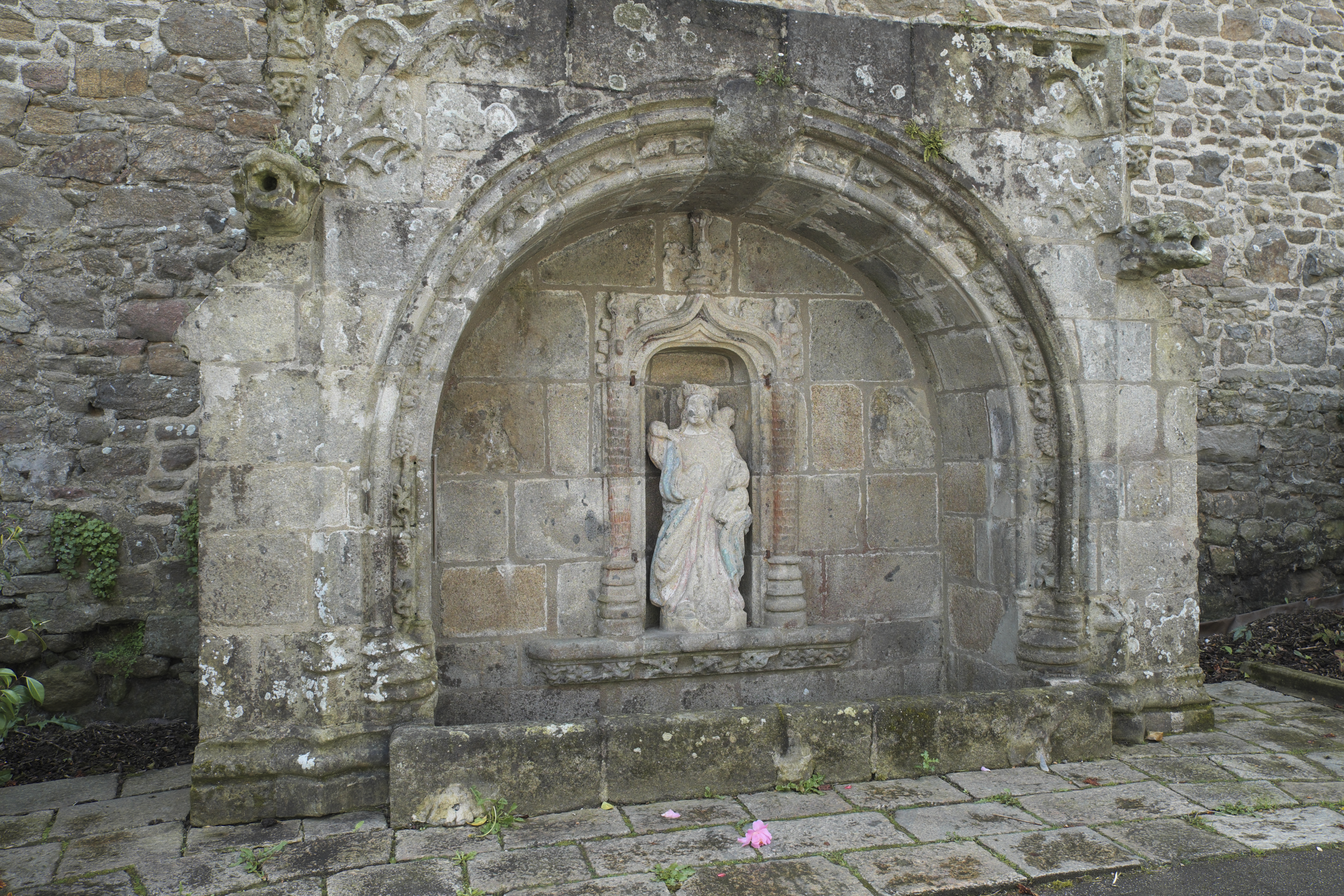
La fontaine de Notre-Dame-d'Entre-les-Portes (elle date du XVe siècle).

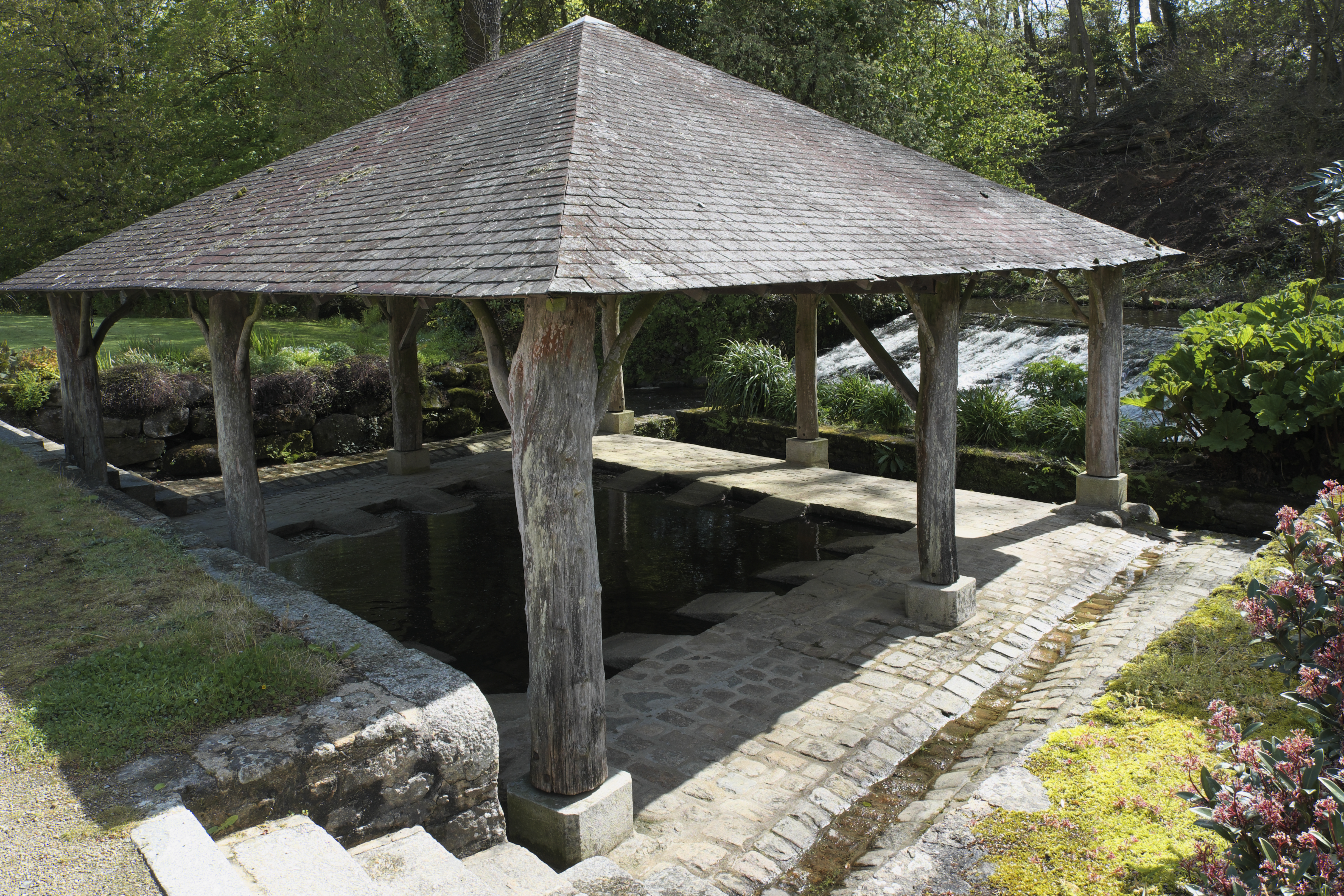
Un des lavoirs de Quintin.

A. Marteville et P. Varin, continuateurs d'Ogée, décrivent ainsi Quintin en 1845 :

« Quintin ; ville ; commune formée par l'ancienne paroisse de ce nom ; aujourd'hui cure de deuxième classe ; chef-lieu de perception ; bureau d'enregistrement ; bureau de poste ; brigade de gendarmes à cheval ; chambre et tribunal de commerce ; écoles primaires communales du 2e degré ; école primaire supérieure. (...) Superficie totale : 218 hectares, dont (...)terres labourables 128 ha, prés et pâturages 29 ha, bois 1 ha, vergers et jardins 19 ha, landes et incultes 6 ha, (...) ; moulins : 3. (...). Il y a en outre deux lavoirs publics, quelques pompes et beaucoup de fontaines ou puits publics. La rivière de Gouët traverse Quintin au sortir de l'étang qui porte le nom de cette ville, puis, se dirigeant du nord-est au sud-ouest, elle limite la commune et la sépare de celle de Saint-Brandan. (...) L'hôpital de Quintin est vaste et bien disposé ; il remplace l'ancien hôpital de Saint-Jean-Baptiste, dû à la libéralité de Jeanne du Perrier. (...) Géologie : constitution granitique (...). ».

### LeXXesiècle

#### La Belle Époque
Gustave Geffroy décrit ainsi Quintin en 1905 : « Que l'on pénètre à Quintin par la route ou par l'avenue de la gare, on a une vision étrange et charmante : des jardins, des promenades, un calvaire, un étang que traverse le Gouët, le château en partie masqué par la verdure, mais qui n'en présente pas moins un alignement majestueux, avec ses hautes murailles percées de fenêtres grillées, ses cheminées et ses combles, qui ressemblent à des tourelles et à des guérite, et les revêtements de pierre crénelés qui rappellent l'ancienne citadelle ».
La ligne ferroviaire allant de Quintin à Rostrenen a été inaugurée le 15 mai 1907 (le choix de son tracé et de l'emplacement de la gare de Quintin suscita de vives discussions au Conseil général des Côtes-du-Nord en 1902) et fermée le 1er août 1938. Elle était longue de 45 km et a été déclassée le 27 avril 1939.

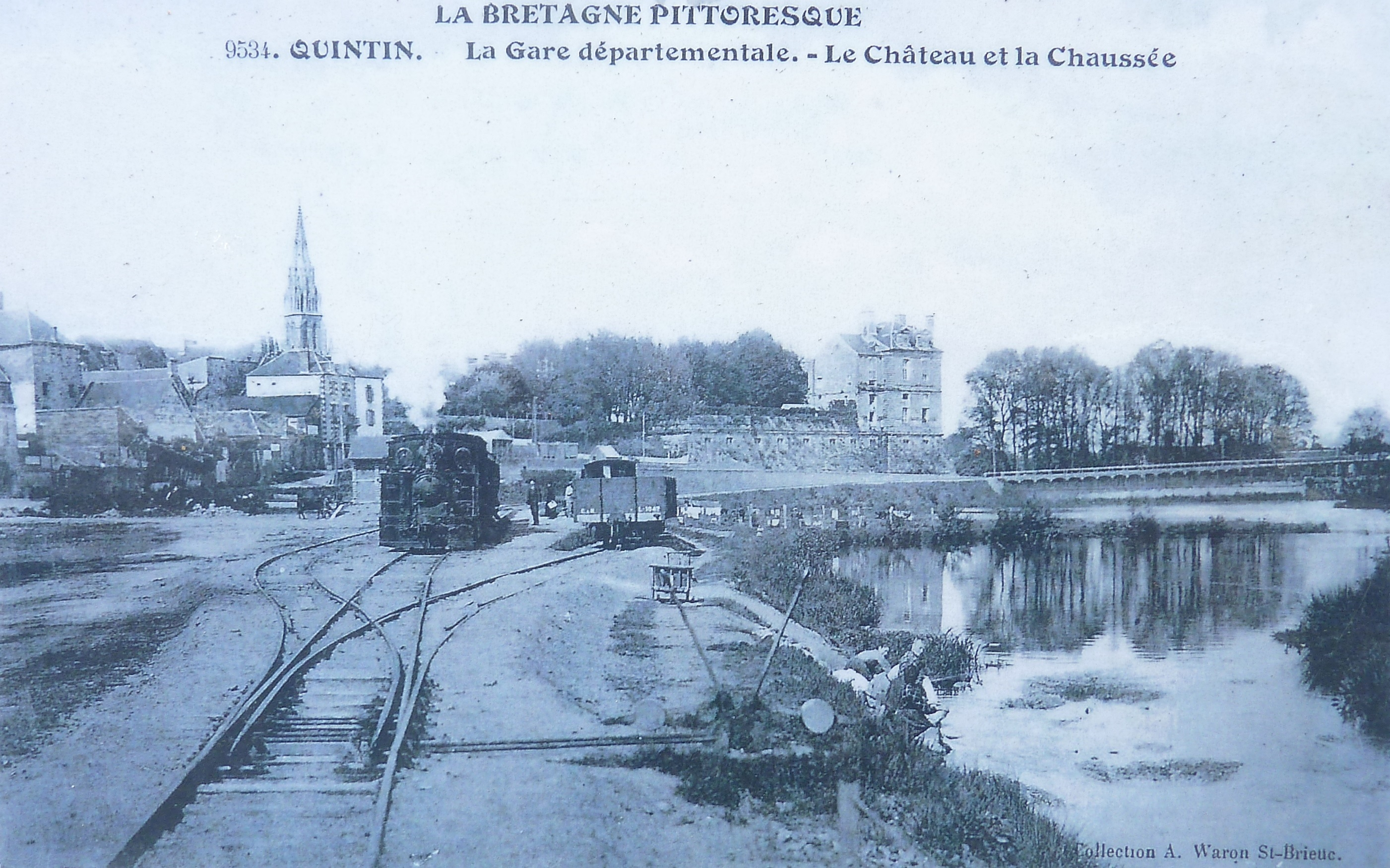
La gare départementale de Quintin vers 1910 (ligne ferroviaire allant de Quintin à Rostrenen).
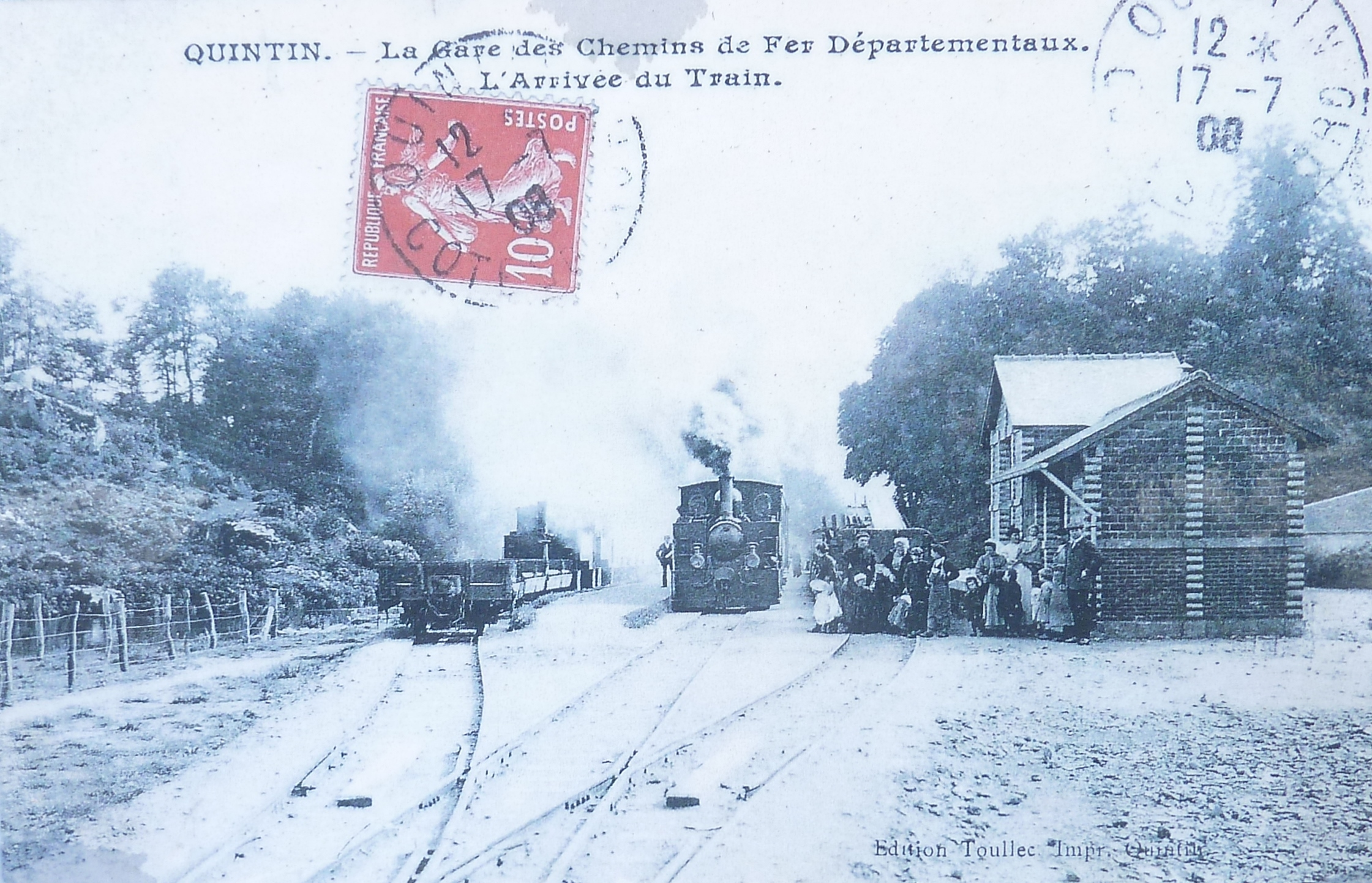
La gare départementale de Quintin vers 1910 : l'arrivée du train.

#### La Première Guerre mondiale
Le monument aux morts de Quintin porte les noms de 123 soldats morts pour la France pendant la Première Guerre mondiale ; parmi eux, 8 sont morts en Belgique dont 5 en 1914 (Pierre Lancien à Arsimont dès le 22 août 1914, Pierre Audren et Joseph Cohuet à Langemark, François Hervé à Saint-Julien, Antonin Jacquier à Neufchâteau) et 3 en 1915 (Alphonse Chouan à Woesten, Joseph Hamon et Jean Levene à Boezinge) ; Rodolphe Guêpin, capitaine de vaisseau, a péri en mer le 24 novembre 1916 lors du naufrage du cuirassé Suffren au large de Lisbonne ; Célestin Creze, marsouin au 1er régiment d'infanterie coloniale, est mort en Serbie le 27 avril 1917 dans le cadre de l'expédition de Salonique ; la plupart des autres sont décédés sur le sol français dont Félix de Bièvre, Rodolphe Guépin, Charles Guépin et Jules Le Blanc, tous quatre chevaliers de la Légion d'honneur et décorés de la Croix de guerre, Antoine de la Pallière, décoré de la Médaille militaire et de la Croix de guerre, Arsène Maujarret, chevalier de la Légion d'honneur.

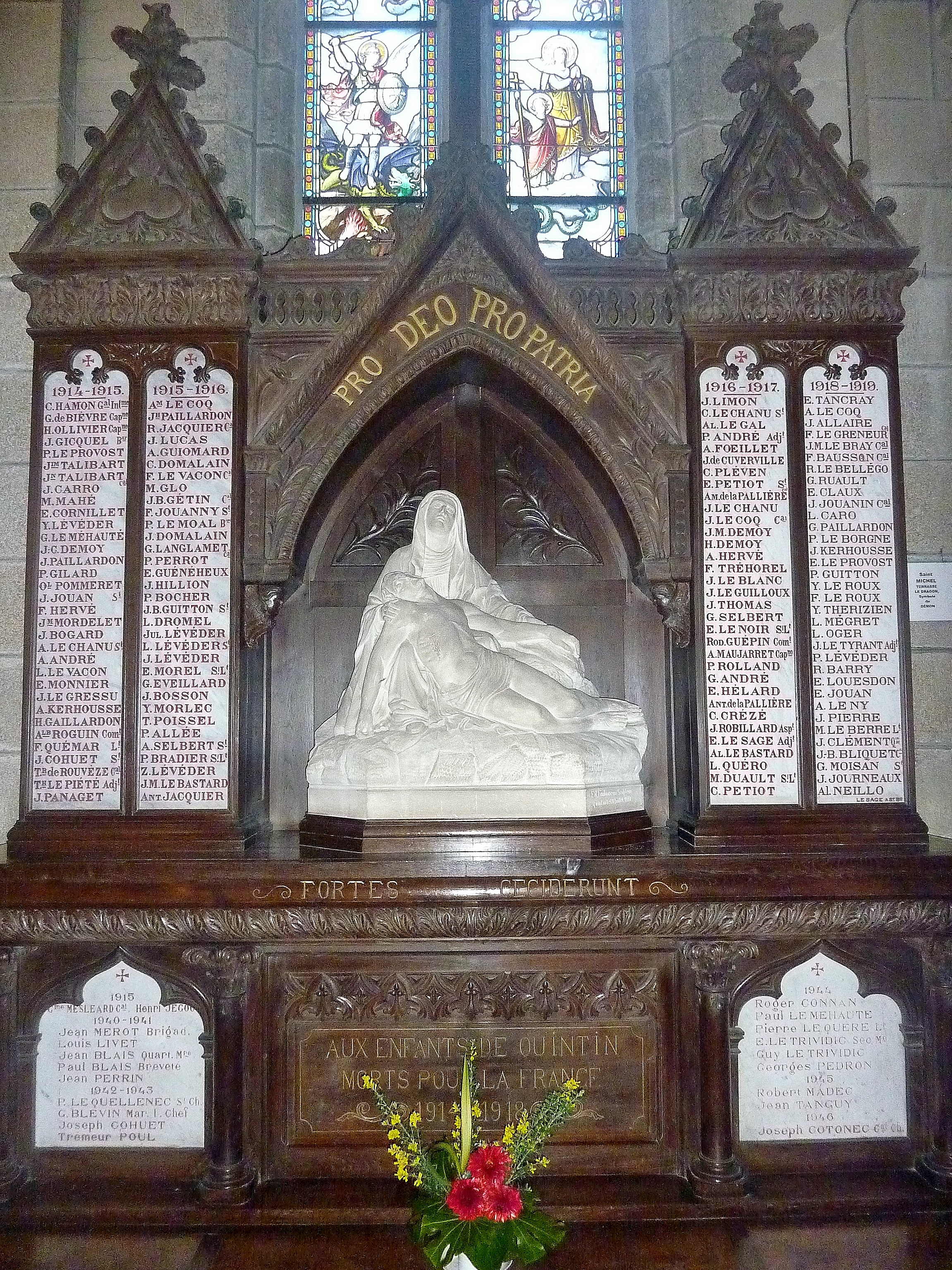
Monument commémoratif des morts de la Première Guerre mondiale dans la basilique Notre-Dame-de-Délivrance de Quintin.

#### La Seconde Guerre mondiale
Le monument aux morts de Quintin porte les noms de 18 personnes mortes pour la France pendant la Seconde Guerre mondiale ; parmi eux, les deux frères Jean et Paul Blais, marins victimes du naufrage du contre-torpilleur L'Audacieux le 23 septembre 1940 devant Rufisque lors de la bataille de Dakar ; Pierre Le Quéré, lieutenant au 65e régiment d'artillerie d'Afrique, tué à l'ennemi le 26 janvier 1943 à Ousseltia (Tunisie) ;  quatre soldats sont morts en captivité en Allemagne : Georges Pédron le 2 juin 1941, Pierre Le Quellenec le 18 mai 1942 ; Jean Tanguy le 22 février 1945 et Théophile Le Méhauté le 1er mai 1945.

#### L'après Seconde Guerre mondiale
Trois soldats originaires de Quintin (Jean Boucher, Jean Lemoine et René Lenouvelle) sont morts pour la France pendant la Guerre d'Indochine et deux (Jean Mazurie et Roger Philippe) sont morts au Maroc à des dates indéterminées.

## Histoire linguistique
En 1845, dans leur Dictionnaire géographique et historique de la province de Bretagne, A. Marteville et P. Varin, continuateurs d'Ogée, écrivent qu'à Quintin on parle français et breton.
À la rentrée 2017, 10 enfants étaient scolarisés en classe bilingue.

## Politique et administration

### Rattachements administratifs et électoraux

#### Circonscriptions de rattachement
Quintin appartient à l'arrondissement de Saint-Brieuc et au canton de Plélo depuis le redécoupage cantonal de 2014. Avant cette date, la commune était le chef-lieu du canton de Quintin.
Pour l'élection des députés, la commune fait partie de la troisième circonscription des Côtes-d'Armor, représentée depuis juin 2002 par Marc Le Fur (LR). Auparavant, elle a successivement appartenu à la 2e circonscription de Saint-Brieuc (IIIe République) et la 1re circonscription (1958-1986).

#### Intercommunalité
Depuis le 1er janvier 2017, date de sa création, la commune appartient à Saint-Brieuc Armor Agglomération. Cette intercommunalité est issue de la fusion de quatre intercommunalités dont Quintin Communauté (anciennement Communauté de communes du Pays de Quintin). Quintin en était le siège et la ville principale.
La commune fait aussi partie du Pays de Saint-Brieuc.

### Administration municipale
Le nombre d'habitants au dernier recensement étant compris entre 2 500 et 3 499, le nombre de membres du conseil municipal est de 23.

### Tendances politiques et résultats

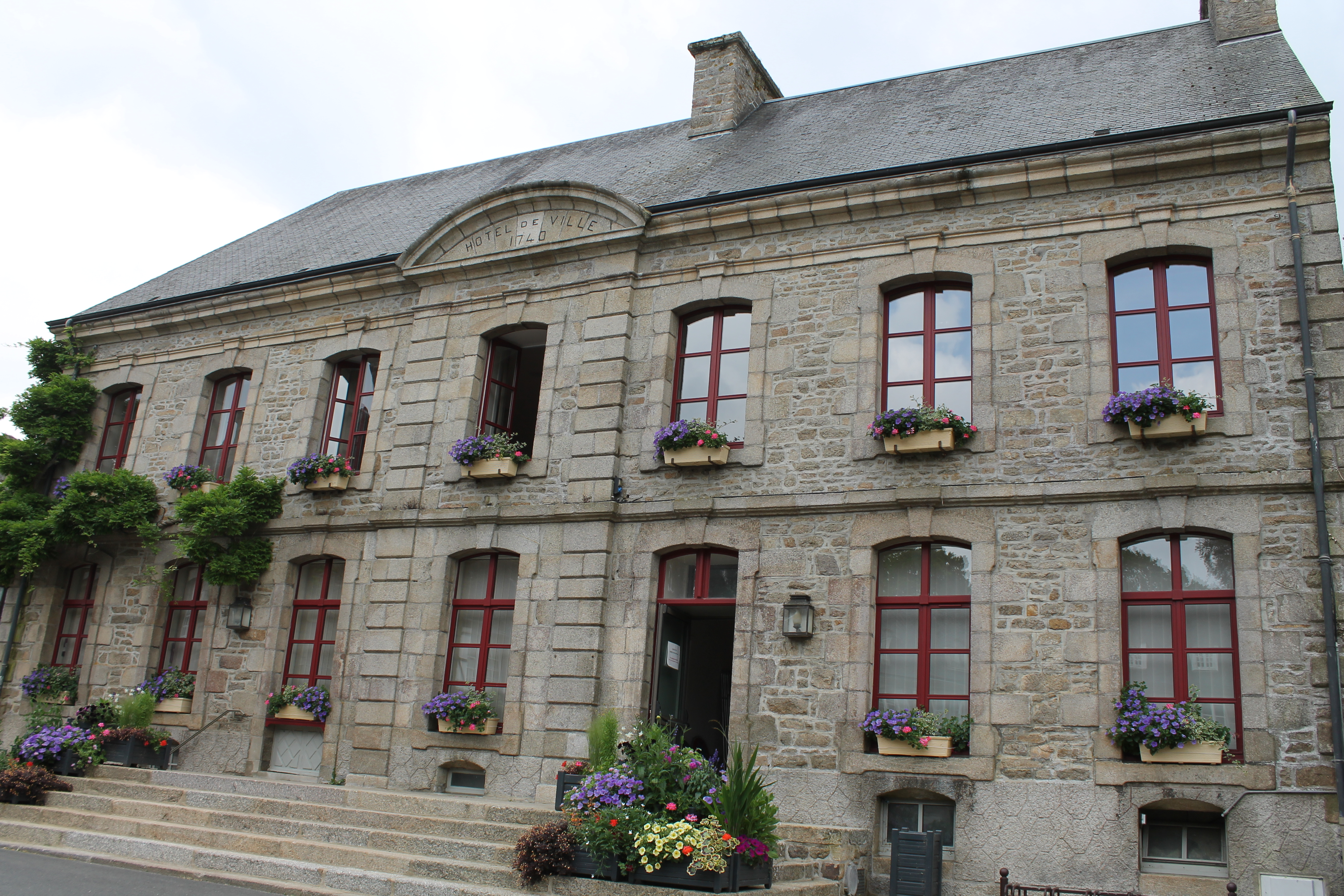
L'Hôtel de ville (ancien hôtel particulier Digaultray du Vivier).

#### Élection municipale de 2020
| Tête de liste | Tête de liste | Suffrages | Pourcentage | CM | CC |
| ------------- | ------------- | --------- | ----------- | -- | -- |
|               | Nicolas Carro | 586       | 100,0 %     | 23 | 1  |

Le conseil municipal de Quintin, commune de plus de 1 000 habitants, est élu au scrutin proportionnel de liste à deux tours (sans aucune modification possible de la liste), pour un mandat de six ans renouvelable.
Les 23 conseillers municipaux issus de la liste « Construire ensemble pour demain » conduite par Nicolas Carro (DVD) sont élus au premier tour avec un taux de participation de 41,19 %.

### Jumelages
| Ville | Ville         | Pays | Pays   |
| ----- | ------------- | ---- | ------ |
|       | Perros-Guirec |      | France |

Depuis le 7 novembre 1992, la commune est jumelée avec Perros-Guirec.

## Démographie
L'évolution du nombre d'habitants est connue à travers les recensements de la population effectués dans la commune depuis 1793. Pour les communes de moins de 10 000 habitants, une enquête de recensement portant sur toute la population est réalisée tous les cinq ans, les populations de référence des années intermédiaires étant quant à elles estimées par interpolation ou extrapolation. Pour la commune, le premier recensement exhaustif entrant dans le cadre du nouveau dispositif a été réalisé en 2006.

En 2022, la commune comptait 2 743 habitants, en évolution de −2,56 % par rapport à 2016 (Côtes-d'Armor : +1,78 %, France hors Mayotte : +2,11 %).
| 1793  | 1800  | 1806  | 1821  | 1831  | 1836  | 1841  | 1846  | 1851  |
| ----- | ----- | ----- | ----- | ----- | ----- | ----- | ----- | ----- |
| 4 336 | 4 073 | 3 864 | 4 252 | 4 293 | 4 454 | 4 112 | 4 021 | 3 763 |

| 1856  | 1861  | 1866  | 1872  | 1876  | 1881  | 1886  | 1891  | 1896  |
| ----- | ----- | ----- | ----- | ----- | ----- | ----- | ----- | ----- |
| 3 617 | 3 710 | 3 690 | 3 411 | 3 331 | 3 281 | 3 319 | 3 186 | 3 194 |

| 1901  | 1906  | 1911  | 1921  | 1926  | 1931  | 1936  | 1946  | 1954  |
| ----- | ----- | ----- | ----- | ----- | ----- | ----- | ----- | ----- |
| 3 198 | 2 948 | 2 823 | 2 451 | 2 300 | 2 190 | 2 574 | 2 768 | 2 643 |

| 1962  | 1968  | 1975  | 1982  | 1990  | 1999  | 2006  | 2011  | 2016  |
| ----- | ----- | ----- | ----- | ----- | ----- | ----- | ----- | ----- |
| 2 593 | 2 727 | 2 857 | 2 814 | 2 602 | 2 611 | 2 797 | 2 834 | 2 815 |

| 2021  | 2022  | - | - | - | - | - | - | - |
| ----- | ----- | - | - | - | - | - | - | - |
| 2 783 | 2 743 | - | - | - | - | - | - | - |

## Culture et patrimoine

### Lieux et monuments

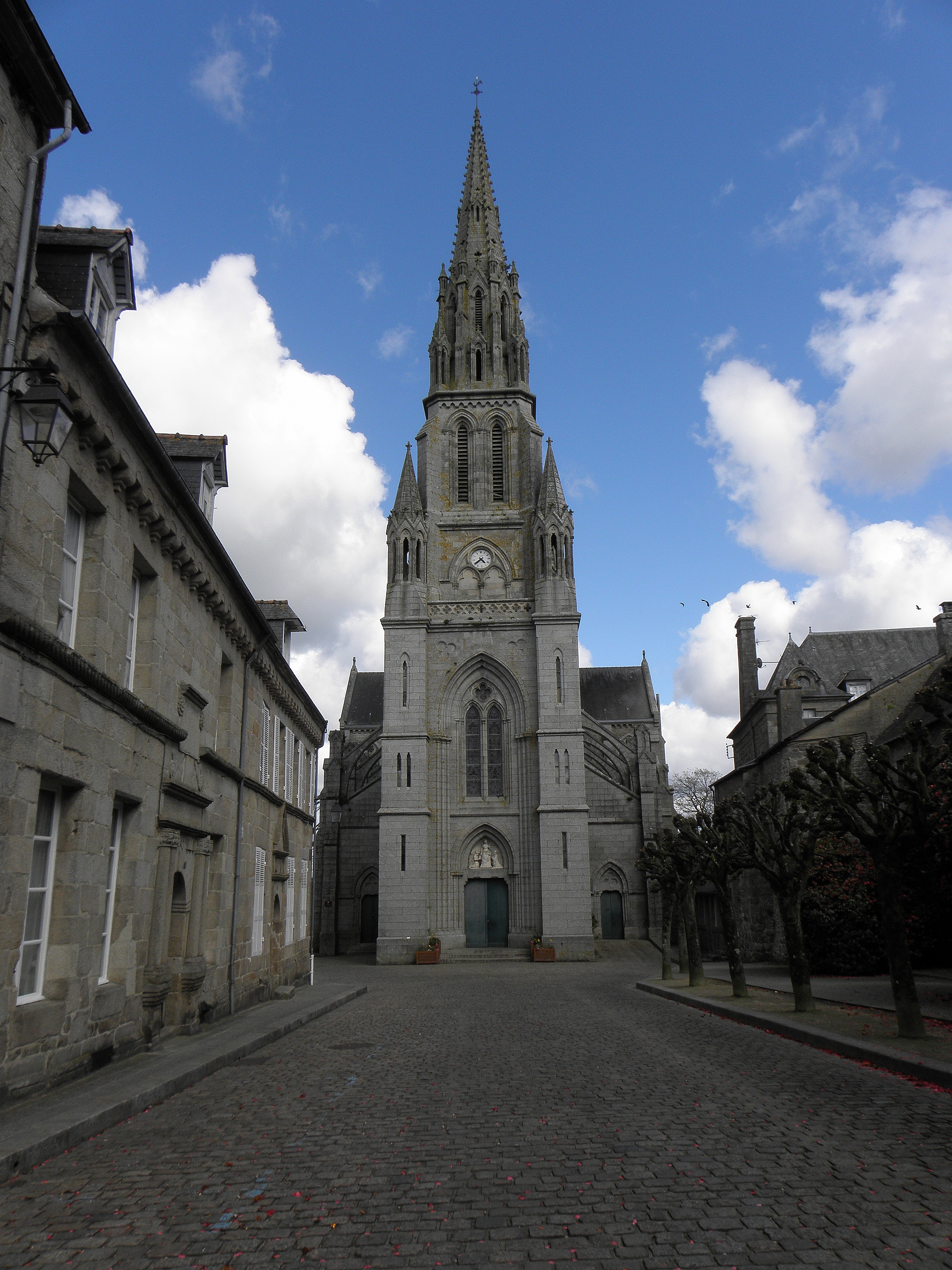
Basilique Notre-Dame de Délivrance de Quintin.

#### Patrimoine religieux
- La basilique Notre-Dame de Délivrance, élevée au rang de basilique mineure par le pape Pie XI le 28 juillet 1934, renferme un tableau du peintre Raphaël Donguy : Le Bon Pasteur daté de 1845.
- Ancien Couvent des Ursulines, rue Saint-Yves. Construit en 1711 et fermé en 1904, il devint bien national en 1905. L'église du Saint Esprit, nommée aujourd'hui chapelle des Ursulines a été mise aux enchères et vendue à un propriétaire privé, en 2011, l'écrivain Camille Aubaude[61],[62].
- Restes de l'église Saint-Thuriau, dédiée à saint Thuriau, inscrits aux monuments historiques par arrêté du 28 mai 1951[63].
- Fontaine de Notre-Dame de la Porte,  classée au titre des monuments historiques par arrêté du 18 mars 1913[64].
- Fontaine des Carmes, classée au titre des monuments historiques par arrêté du 2 mars 1981[65].

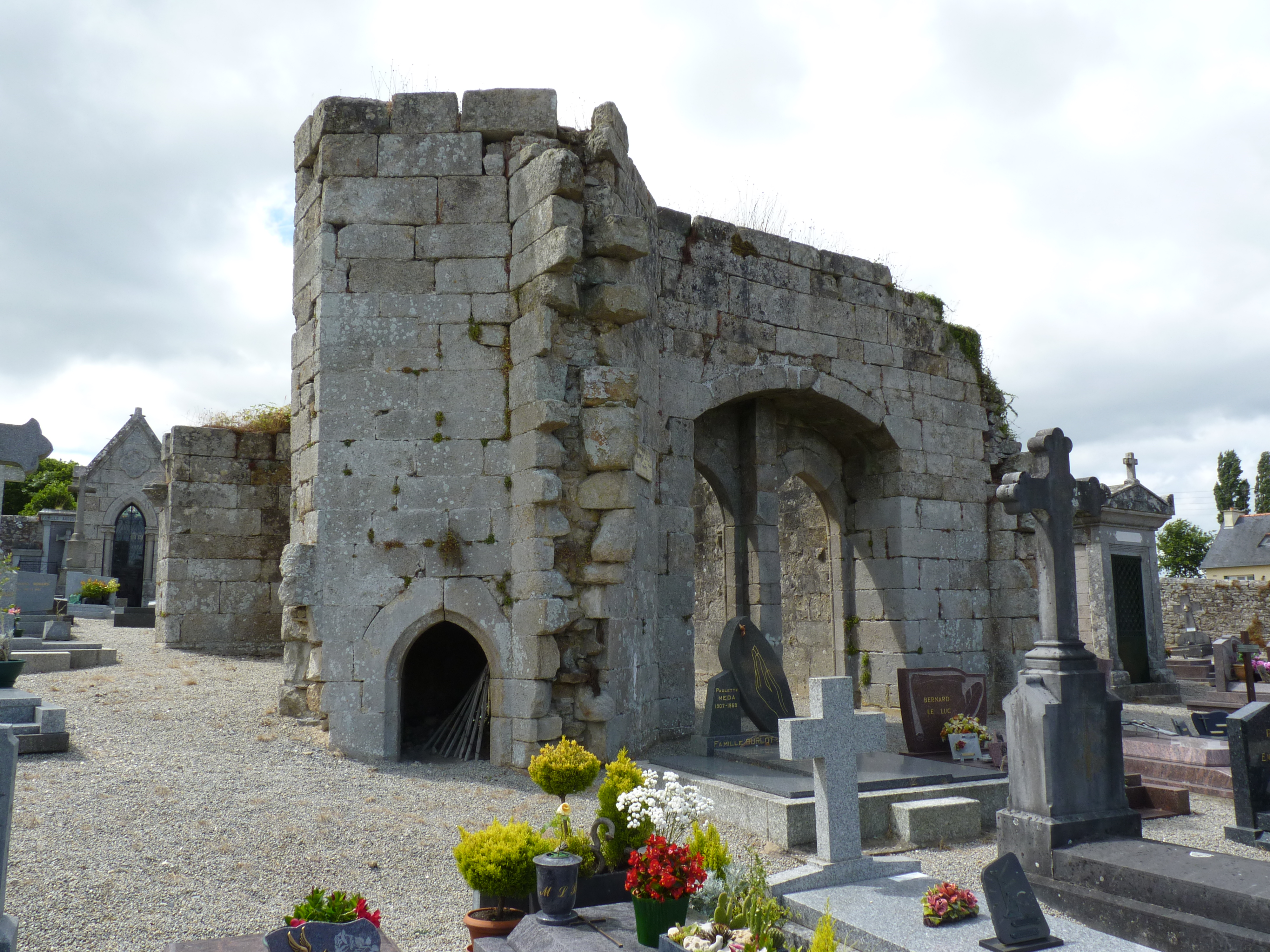
Les restes de l'église Saint-Thuriau (construite au XVe siècle et évacuée en 1764).
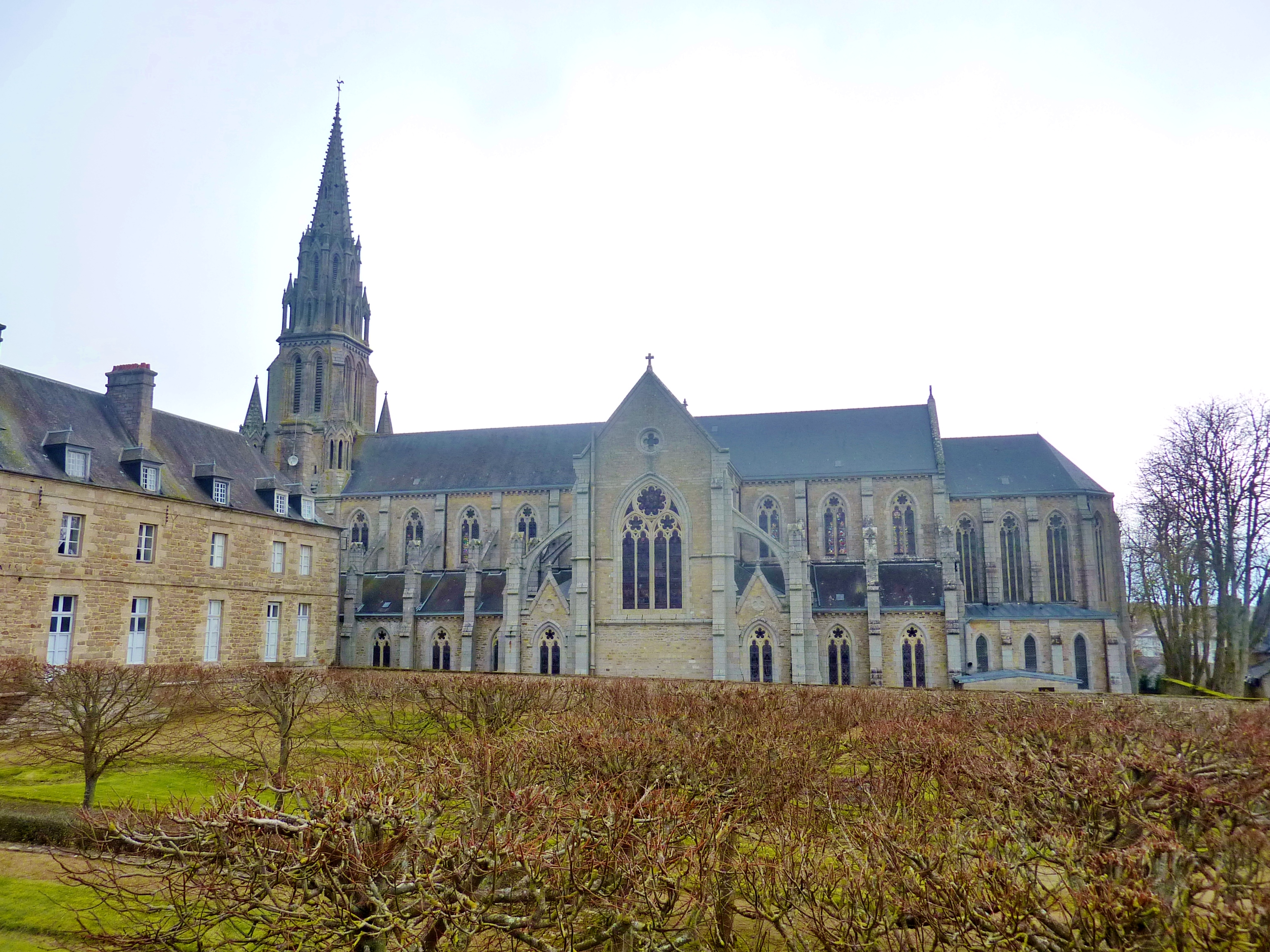
La basilique Notre-Dame-de-Délivrance de Quintin.
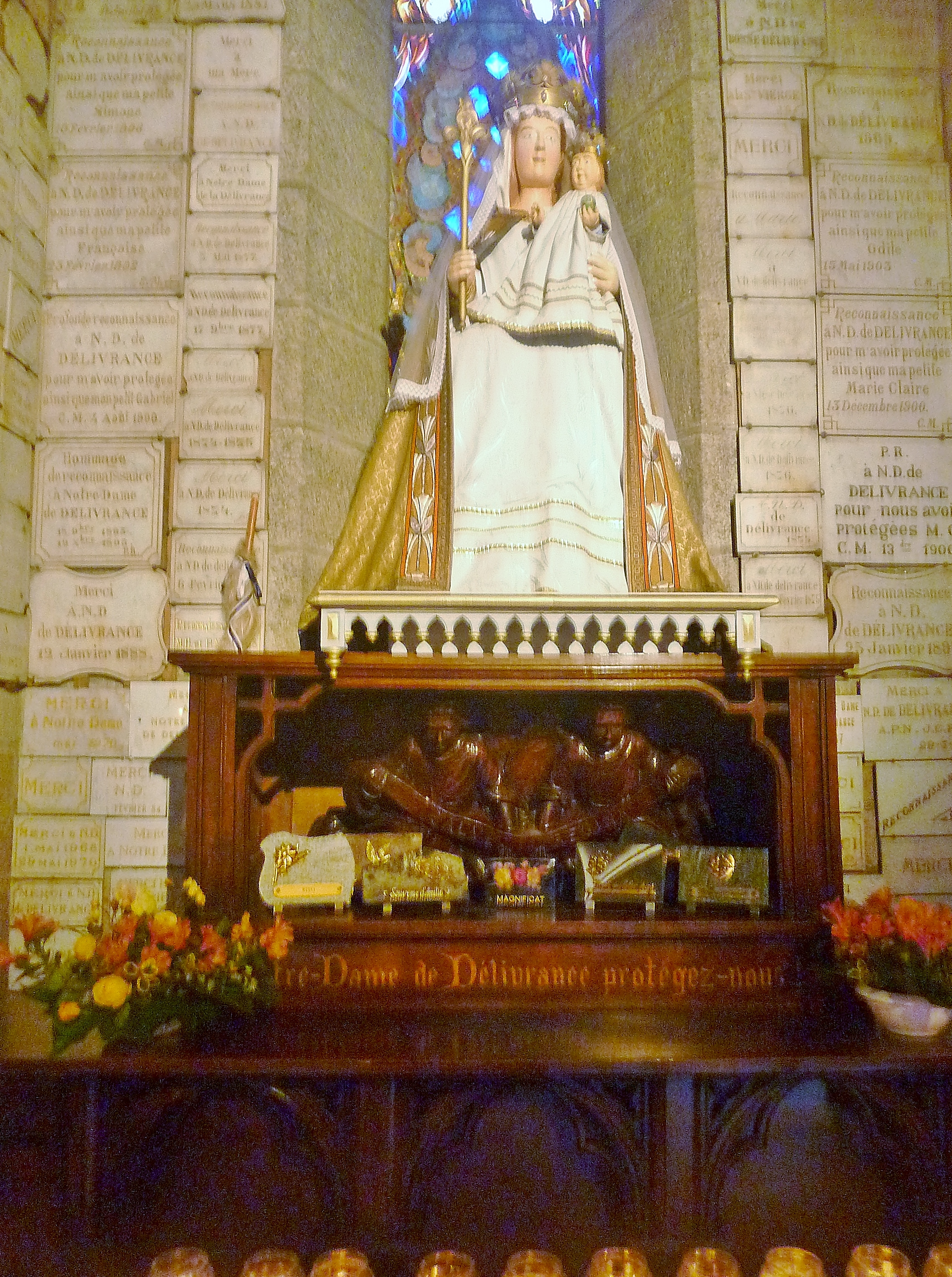
Vierge à l'Enfant, statue de Notre-Dame-de- Délivrance et ses ex-voto.
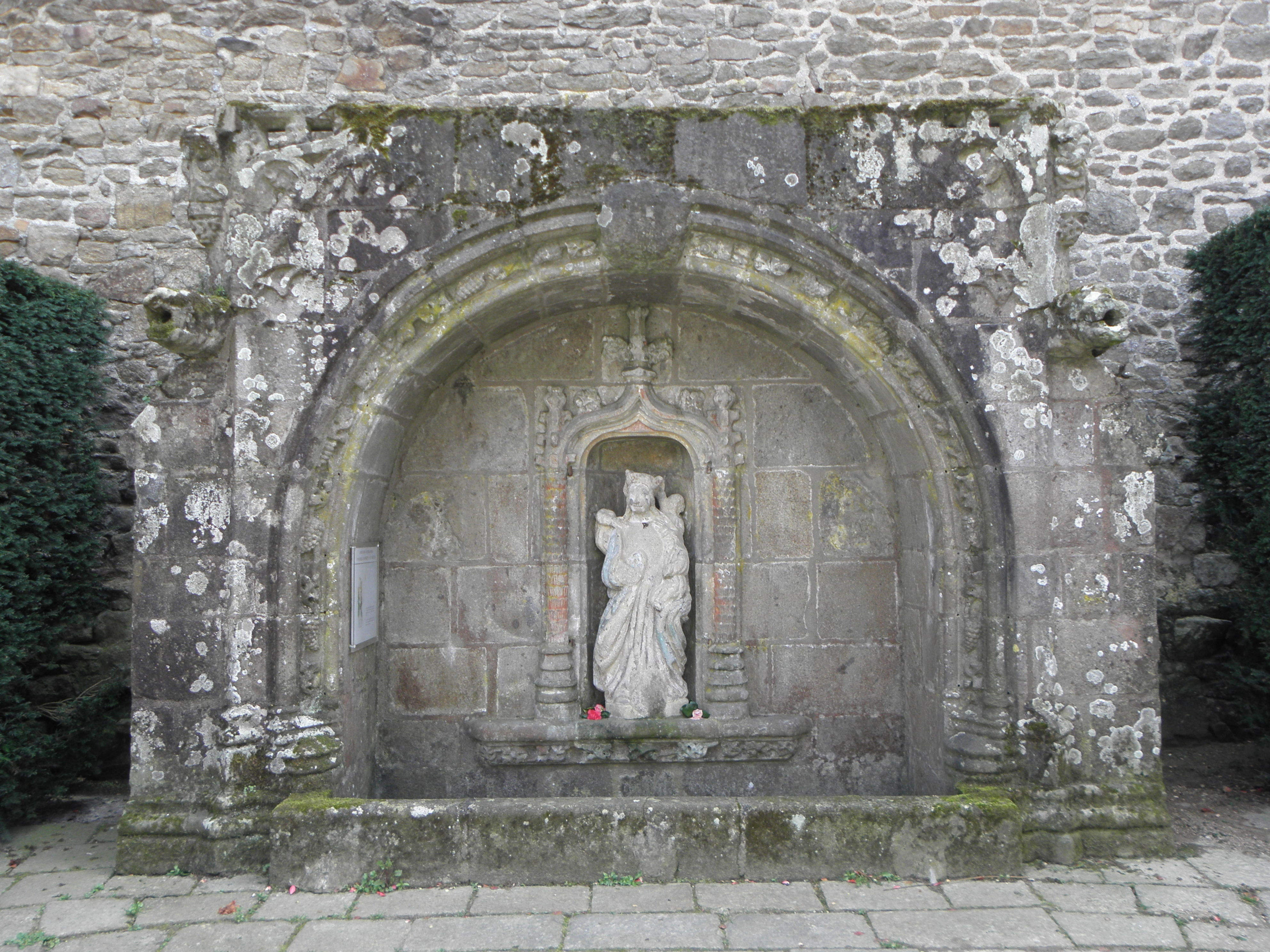
Fontaine de Notre-Dame de la Porte.
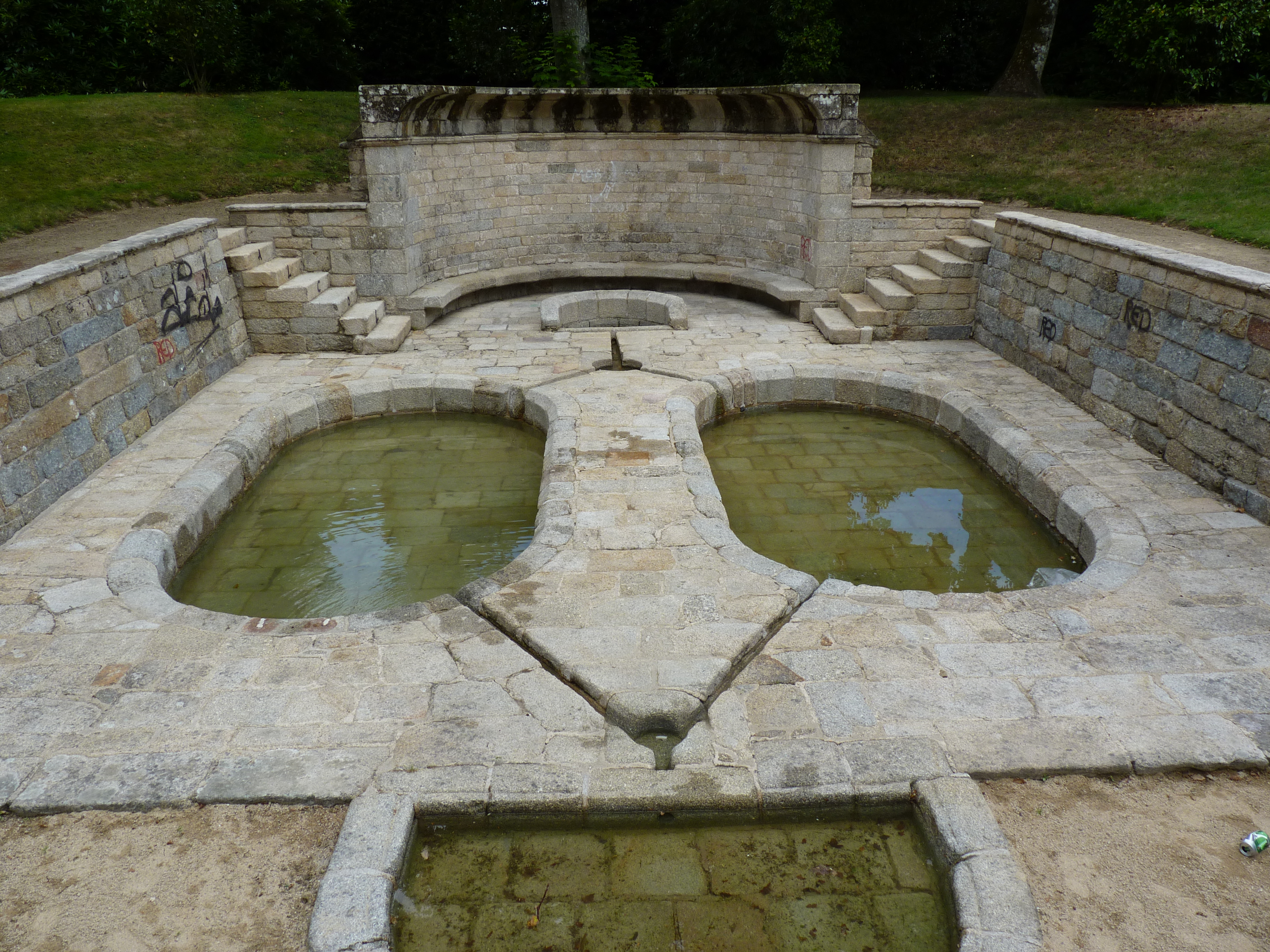
Fontaine des Carmes.

#### Patrimoine civil
La première chose que l'on remarque en arrivant à Quintin, c'est son étang et sa rivière dominée sur sa rive gauche par la forteresse et la ville et sur sa rive droite par une pente boisée parsemée de chaos granitiques au sommet de laquelle, dans une prairie, trône le menhir de la Roche Longue.
Dans la ville-même la forteresse inachevée du XVIIe siècle complétée d'une aile d'habitation plus récente constitue le château de Quintin. On peut voir aussi le centre Jean XXIII qui domine la ville de Quintin, cet ancien séminaire, qui a été occupé par les Allemands lors de la Seconde Guerre mondiale, est maintenant un collège-lycée.
Siège du pouvoir féodal, le château de Quintin a subi une succession de guerres lors des XVe et XVIe siècles. Seules sont conservées de la cité médiévale, les enceintes et la Porte-Neuve, composée en partie par l'ancienne tour des Archives du château de Quintin. Un des derniers bastions protestants au XVIIe siècle, le château réédifié au milieu du XVIIe siècle reste inachevé. Au XVIIIe siècle, ses communs et écuries sont réaménagés et agrandis pour constituer l'actuel château de Quintin. Chargée d’histoire, la seigneurie de Quintin, puis son château, a depuis son origine toujours été conservée au sein d'une même lignée. Rohan, Laval, Coligny, la Trémoille, Gouyon de la Moussaye, Durfort de Lorges ou Choiseul sont parmi les plus prestigieuses familles ayant hérité de ce domaine à travers les siècles. L’ouverture au public du château en 1986 permet peu à peu d’en restaurer ses jardins et ses intérieurs.
Accolée au parc du château se trouve la basilique, assez austère, du XIXe siècle. Des défenses de la ville ne restent que la porte neuve avec la tour dite « des archives » et l'étang.

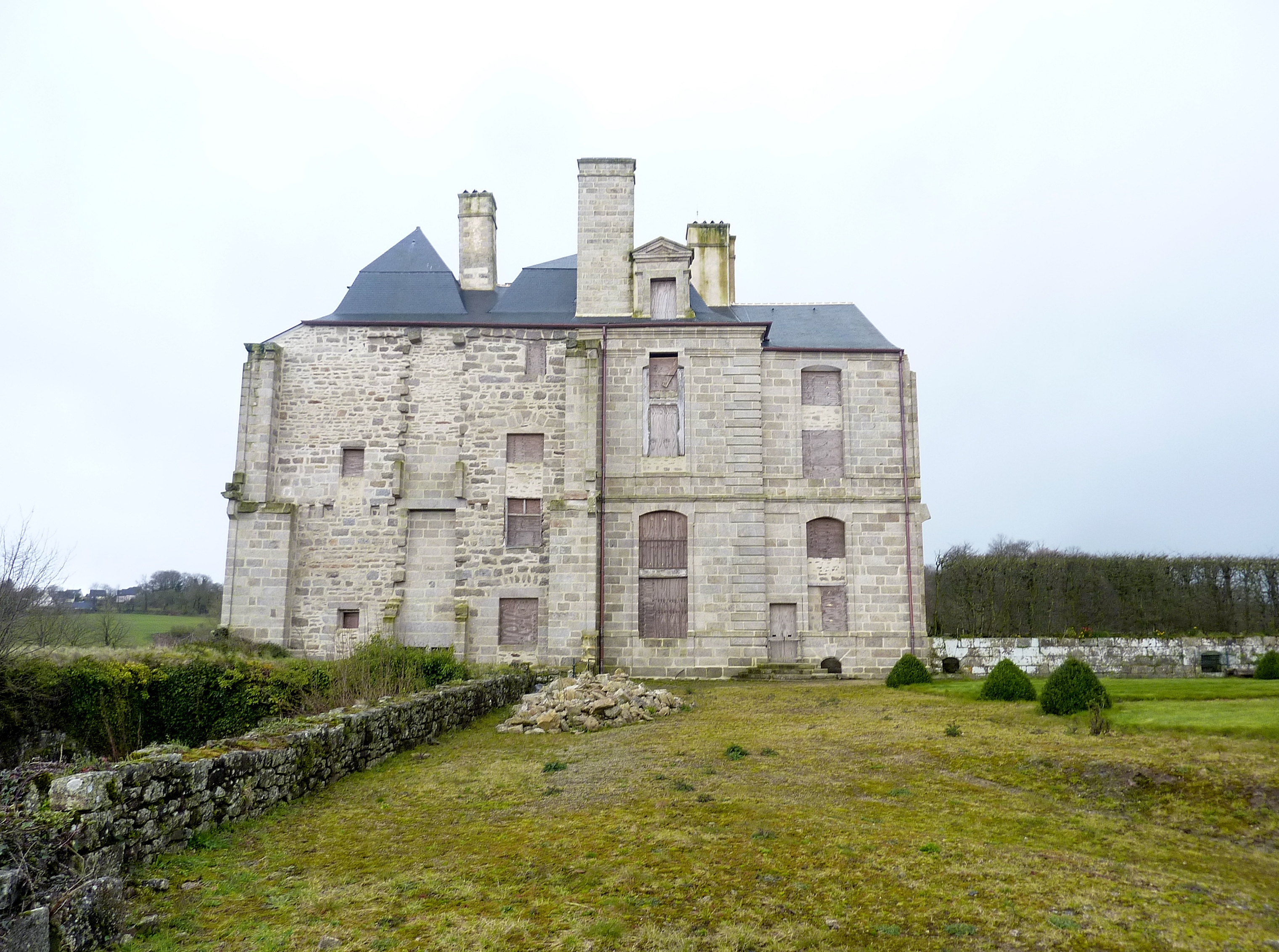
Le château de Quintin.

Le passé prospère du commerce des toiles de lin a laissé quelques beaux hôtels particuliers dans le centre-ville même si « les multiples sièges de la ville, aussi bien que l'usure du temps, n'ont pas permis à Quintin de conserver plus de quatorze maisons anciennes […] à architecture à pans de bois […][réf. nécessaire] ». L'architecture des maisons du XVIIe siècle conserve un aspect rustique, même si les façades sont en moellons de granite et si souvent une tourelle abrite l'escalier qui permet d'accéder à l'étage. Le XVIIIe siècle vit la construction d'hôtels particuliers imitant les malouinières, notamment aux abords de la rue Saint-Thurian et autour du Martray, bâtis par les familles De Gaultray des Landes, Le Coniac, Lefèvre, Bouan-du-Chef-du-Bos, Digaultray du Vivier, etc. (les façades ont cinq ou sept travées de part et d'autre d'un axe central dominé par un fronton ou une demi-lune comme c'est le cas pour l'hôtel Digaultray du Vivier qui sert désormais de mairie). Il subsiste aussi aux alentours de Quintin bon nombre des demeures cossues construites par les tisserands et marchands enrichis aux XVIIe et XVIIIe siècles.
- Hôtel Digaultray des Landes, inscrit au titre des monuments historiques depuis le 22 juillet 2016[67].
- Maison, 5 place 1830, classée partiellement (façades et toitures avec retour rue Emile-Nau) au titre des monuments historiques par arrêté du 21 décembre 1977[68].
- Maison, 37 Grande-Rue, inscrite partiellement (façade en bois et couverture) au titre des monuments historiques par arrêté du 28 mai 1951[69].
- Maison, 8 rue au Lait, classée partiellement (façade et toiture) au titre des monuments historiques par arrêté du 21 décembre 1977[70].
- Maison, 3 rue des Degrés, inscrite partiellement (façade et toiture) au titre des monuments historiques par arrêté du 28 mai 1951[71].
- Grande maison, inscrite partiellement (façade et toiture) au titre des monuments historiques par arrêté du 28 mai 1951[72].
- Deux maisons, 5-7 rue Notre-Dame, inscrites partiellement (façades et toitures) au titre des monuments historiques par arrêté du 28 mai 1951[73].

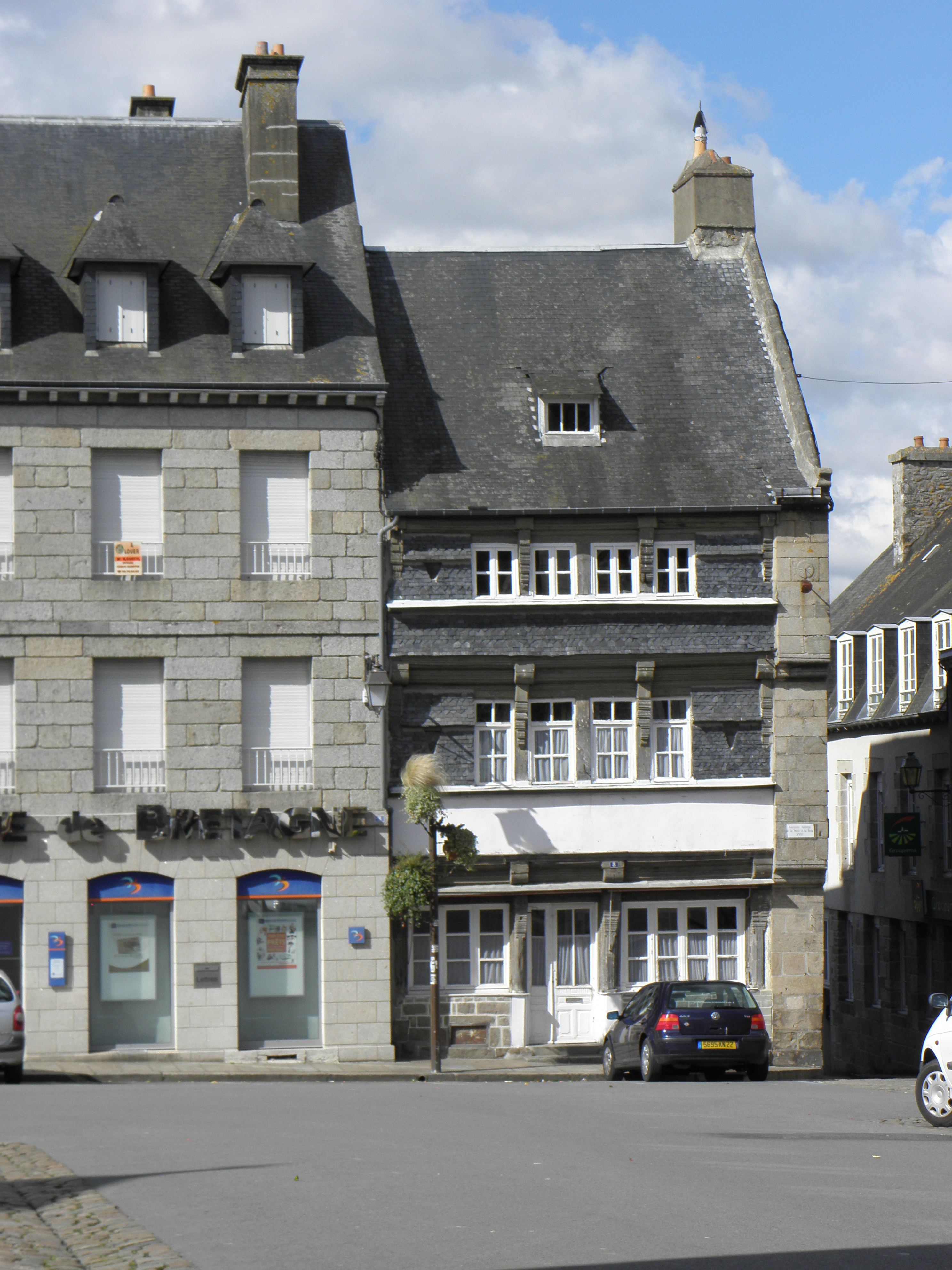
La maison, 5 place 1830 en 2012.
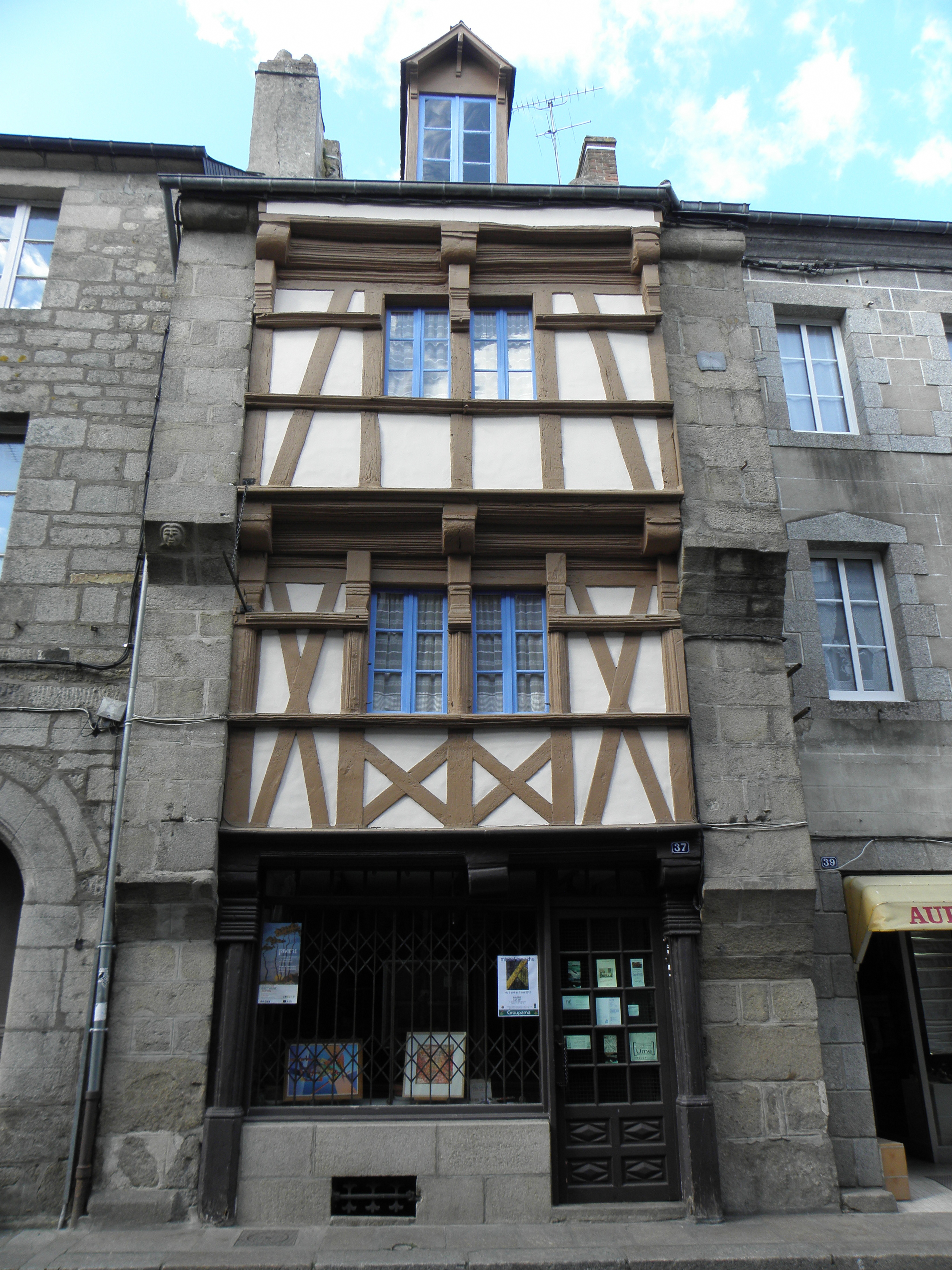
La maison, 37, Grande-Rue en 2012.
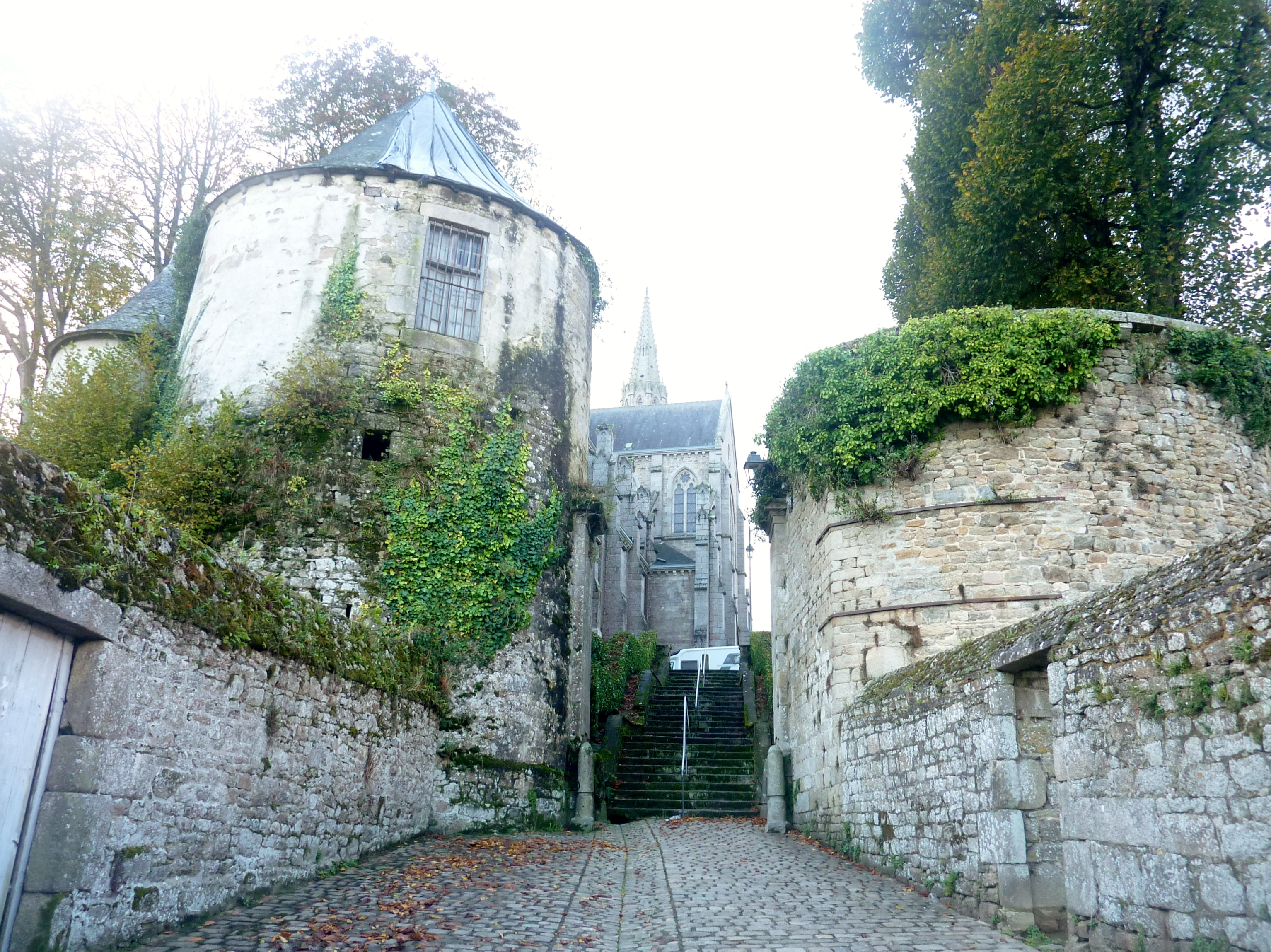
Rue ancienne, escalier et anciennes fortifications de Quintin.
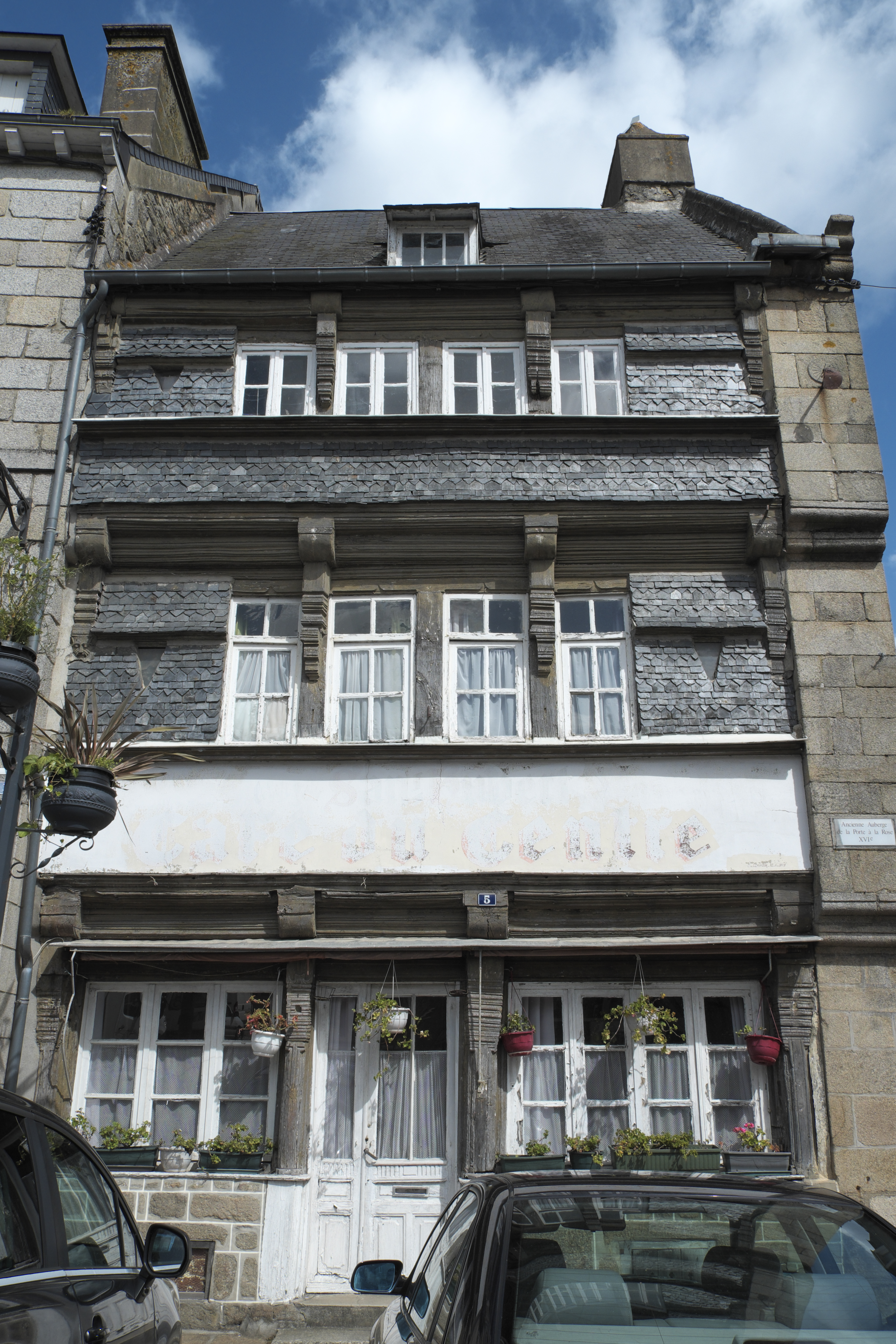
L'ancienne auberge de la Porte de la Rose.
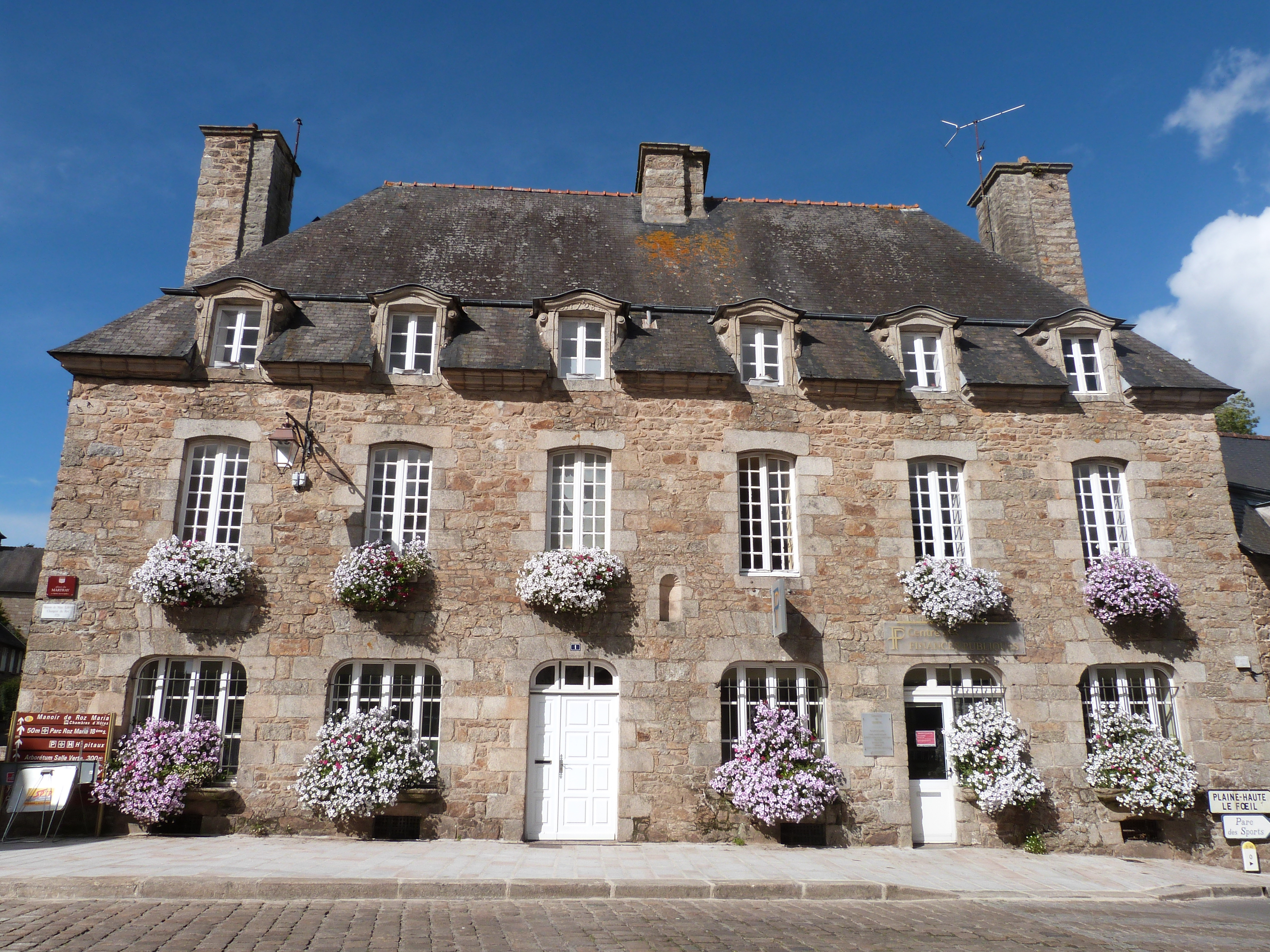
La Grande maison (actuel Trésor public)[74], construite au XVIIIe siècle.
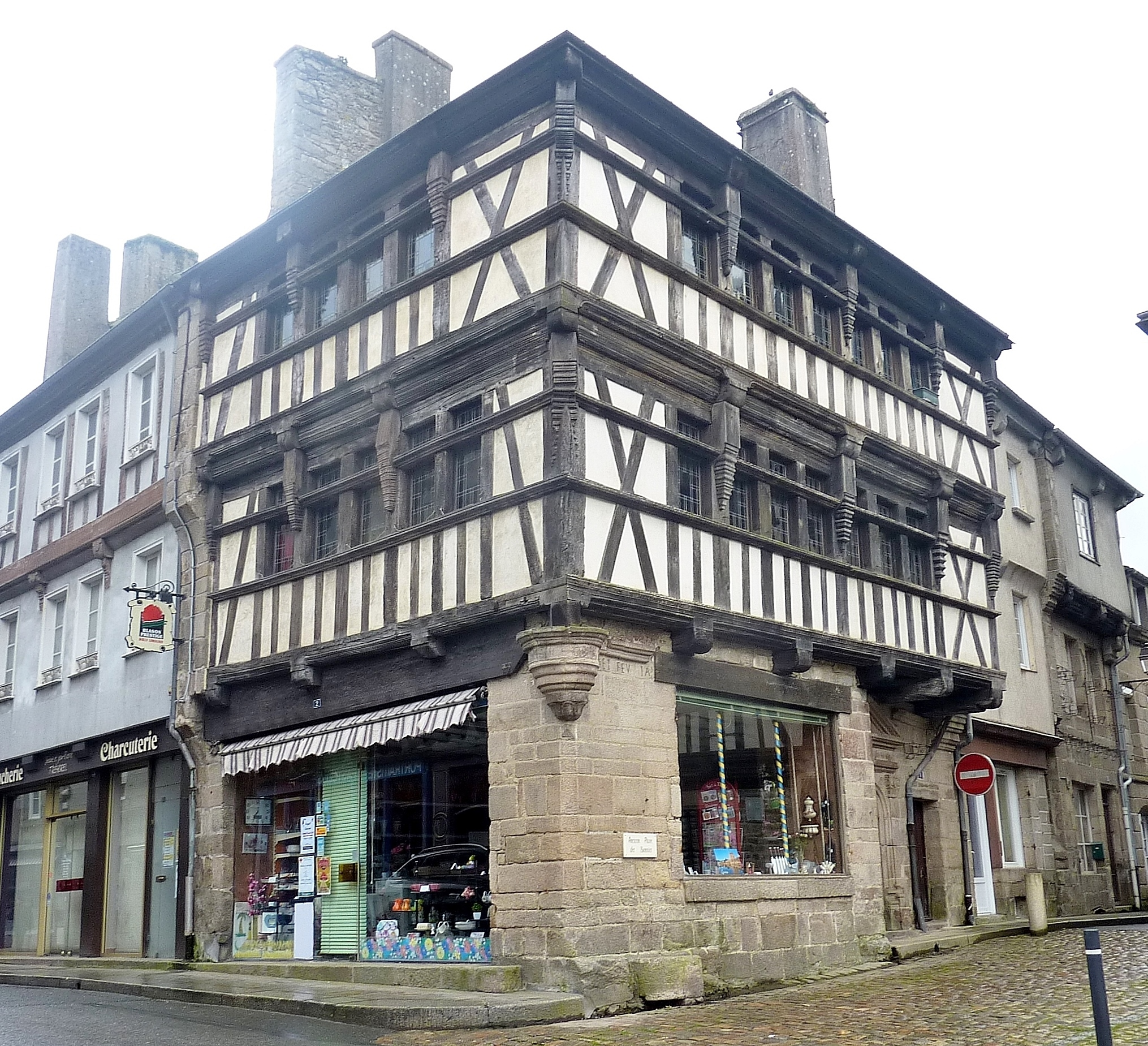
La maison du 8, rue au Lait.
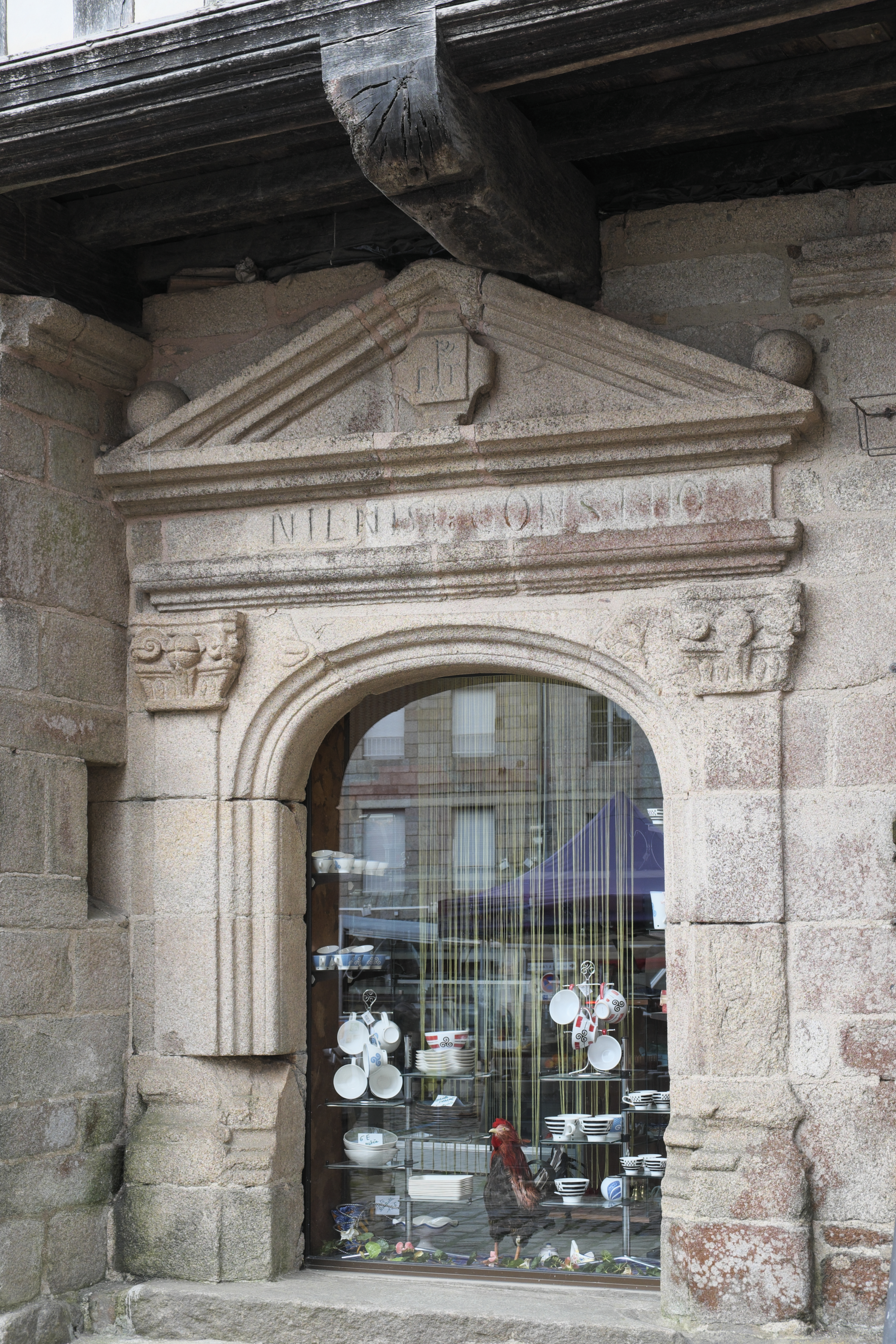
La façade du 8, rue au Lait.
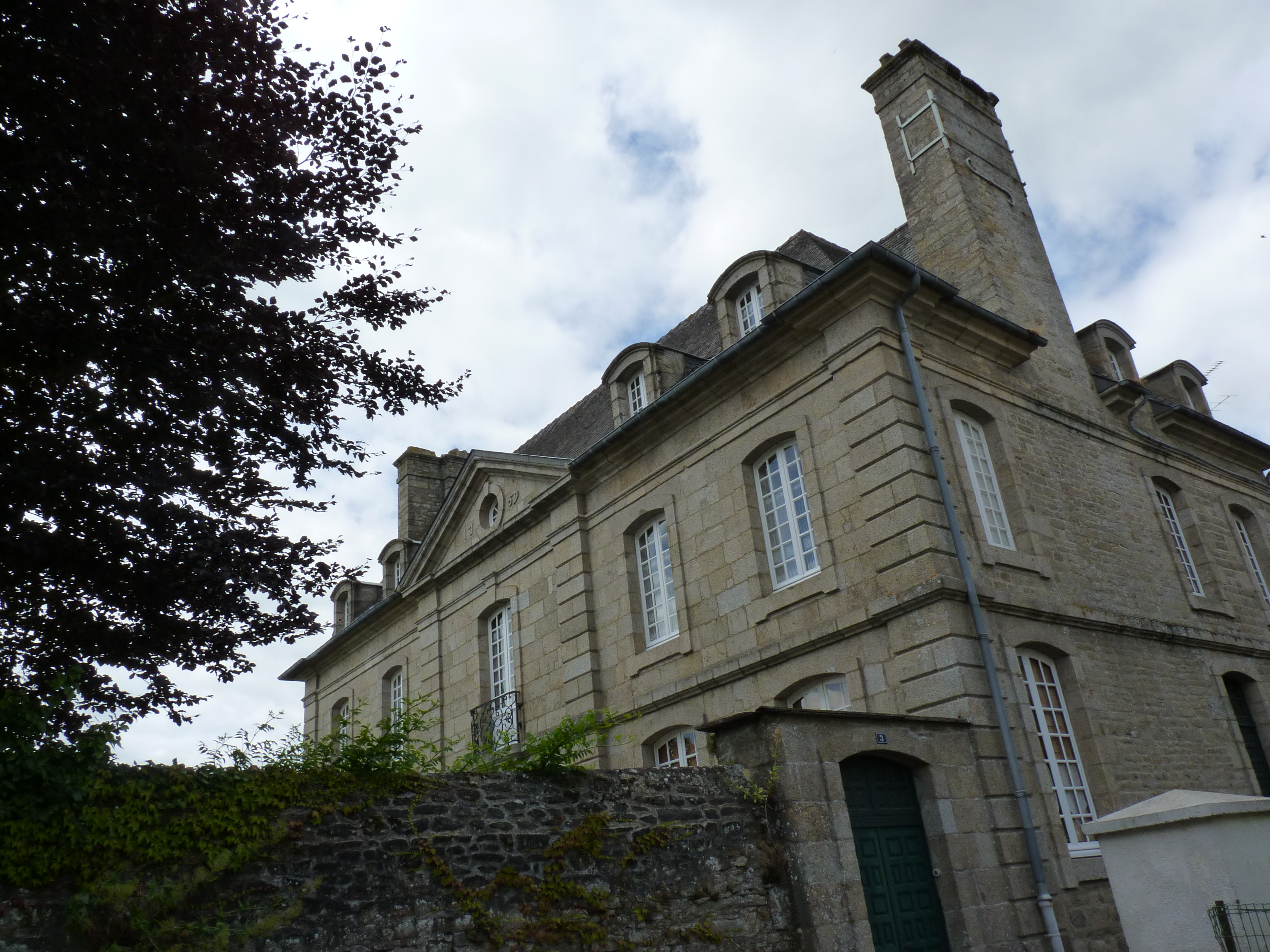
La maison, 3 rue des Degrés.
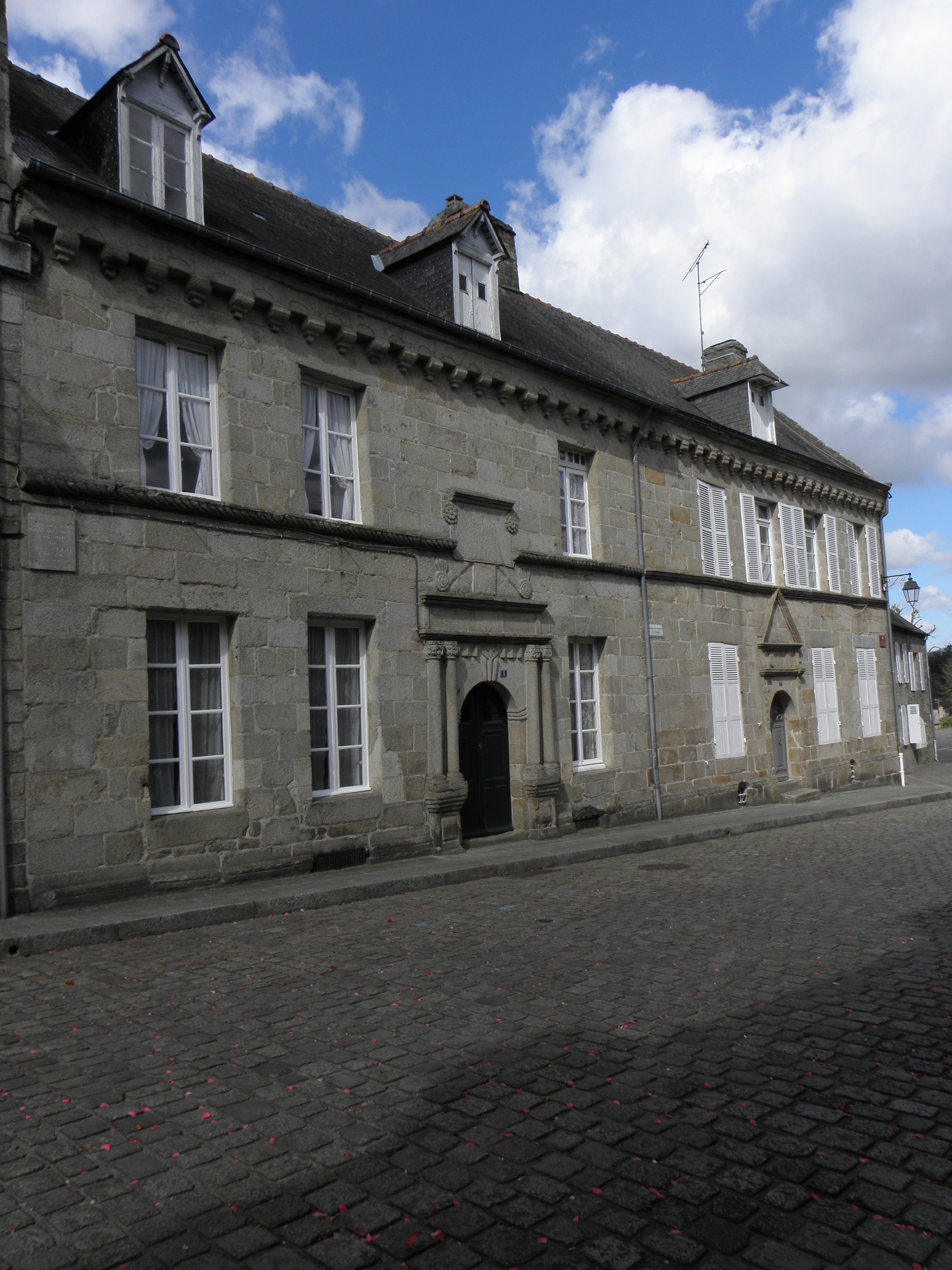
Les deux maisons, 5-7 rue Notre-Dame.
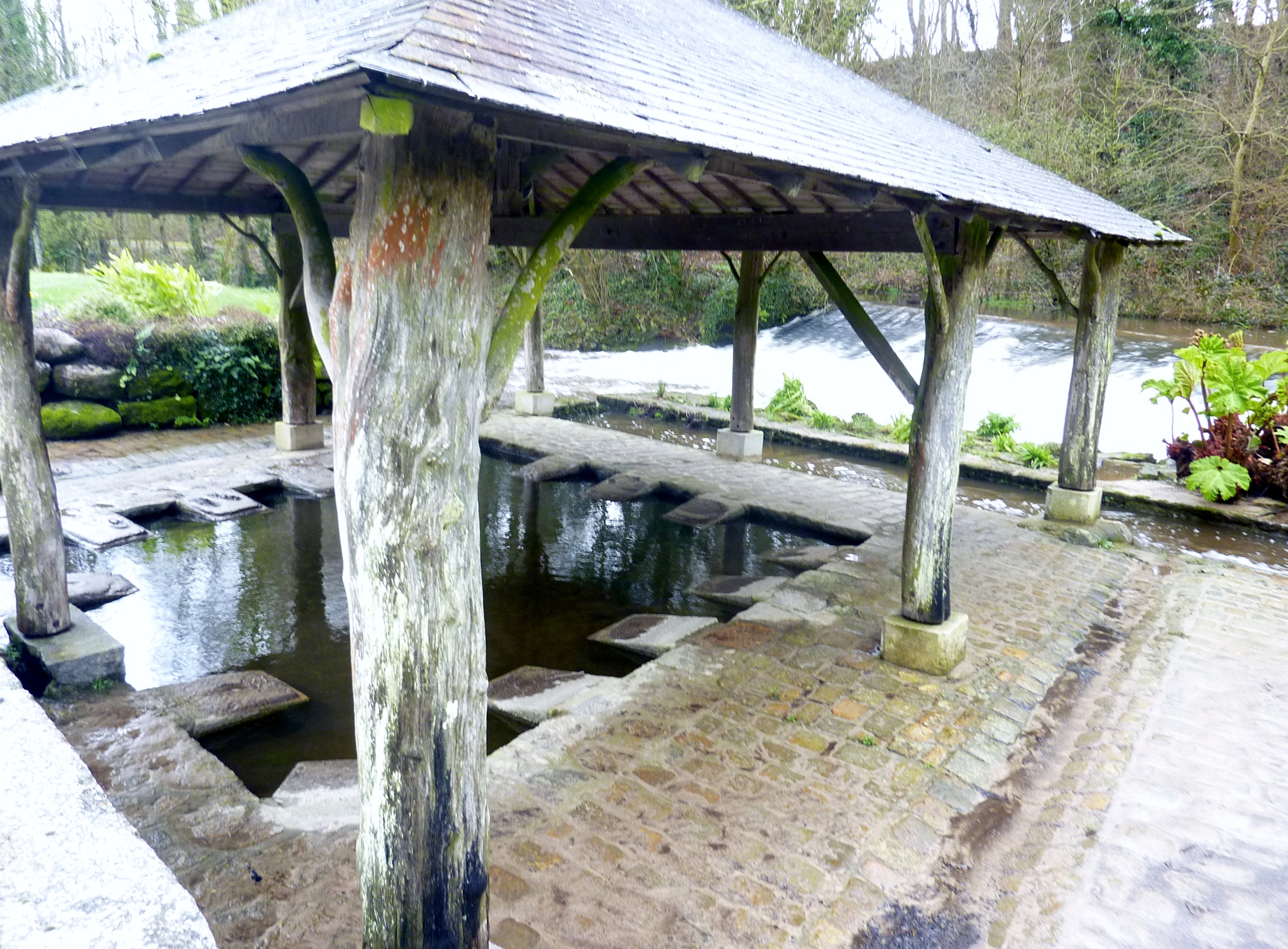
Le lavoir du Pertus Chaud sur le Gouët (restauré en 2002).

Dans les environs immédiats de Quintin, on peut voir quatre autres châteaux et Quintin peut être le départ d'une randonnée le long de sa rivière, le Gouet, dont la vallée encaissée et pittoresque comporte de nombreux chaos de rochers.
Quintin possède un terrain de camping bien équipé près de l'étang et sa qualité de centre de production de camping-cars (autostar) lui fait particulièrement bien accueillir ce mode de tourisme.

### Fête
- Chaque année la fête des Tisserands attire plusieurs milliers de visiteurs[75].

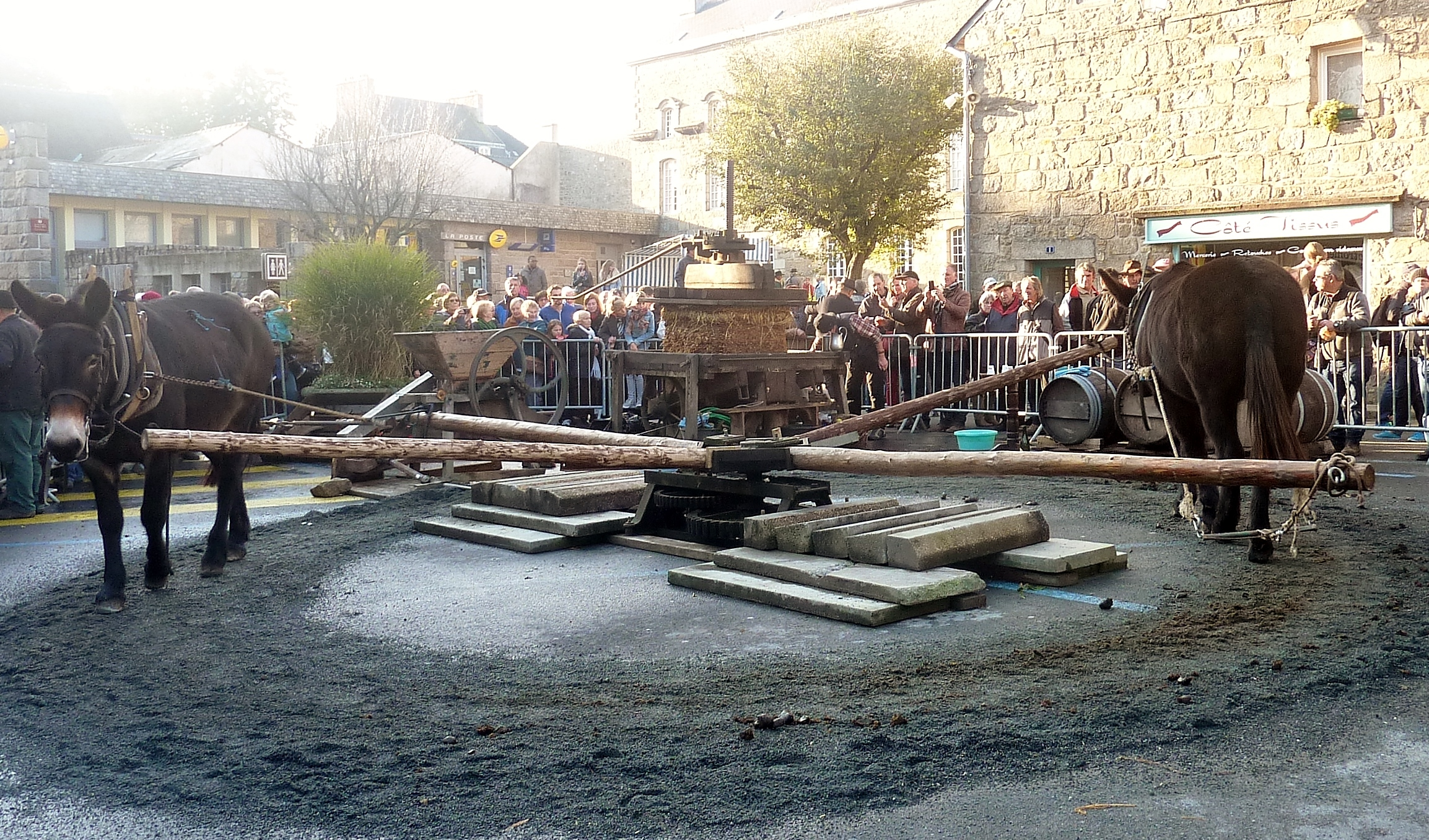
Pressoir à cidre à l'ancienne, actionné par un manège de chevaux durant la fête des tisserands de Quintin.
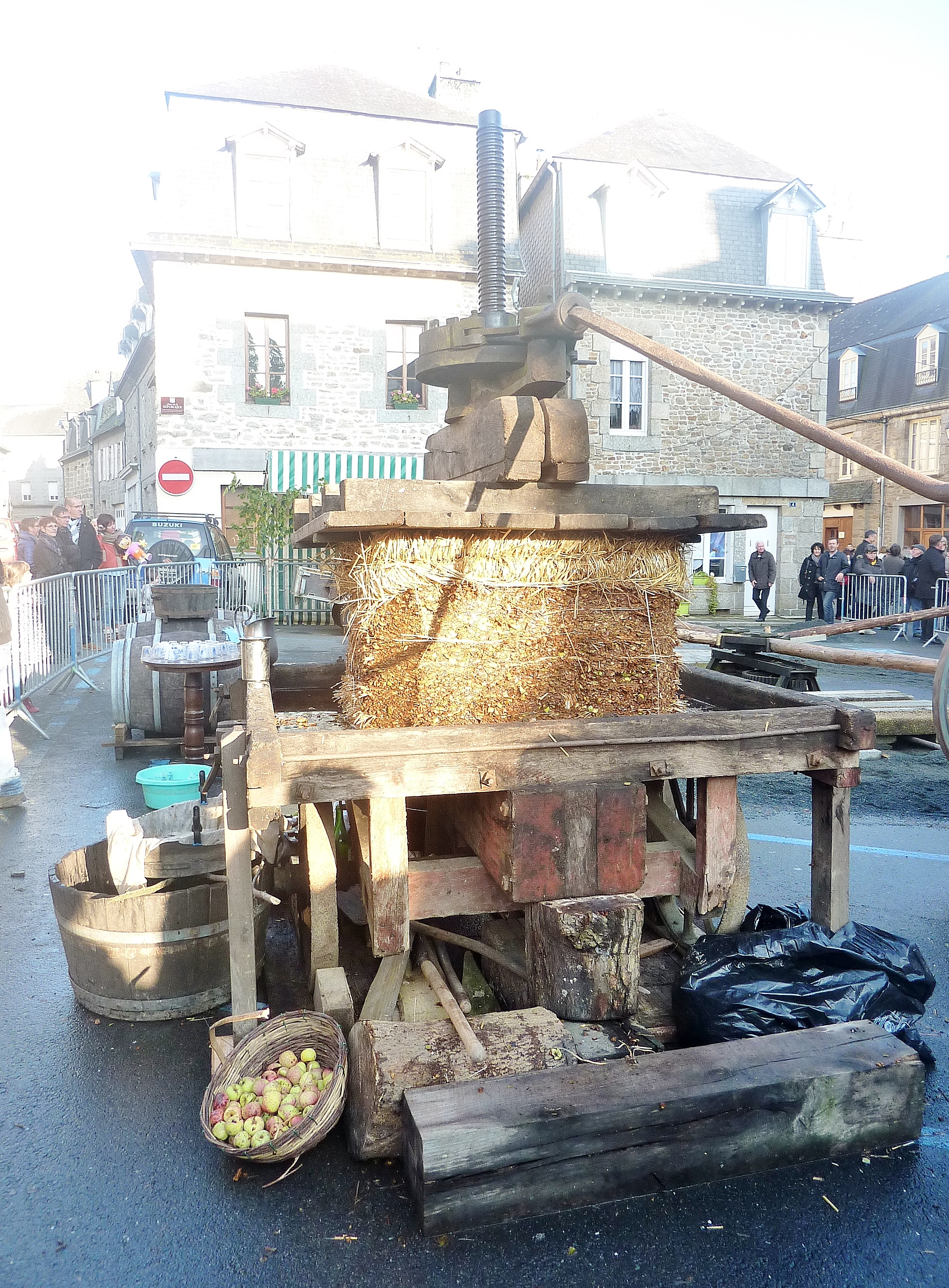
Pressoir à cidre durant la fête des tisserands de Quintin (2014).

### Art
- Les ateliers du maître-verrier Hubert de Sainte-Marie étaient situés à Quintin.

### Festivités
- Fouée de la Saint-Jean : spectacle son et lumière pour le solstice d'été.
- Festival du chant choral : 15 jours à la mi-juillet.
- Cantillies.
- Fête des tisserands : début août.
- Festival des chanteurs de rue et foire Saint-Martin : à la Saint-Martin, début novembre.
- Noëls en Bretagne : exposition de crèches, festival de contes, marché aux santons, illuminations et visite aux chandelles au château de Quintin au mois de décembre.
- Festival de la Gastronomie[76].
- Festival de musique Zikaroz

### Sports
- Junior Association de Quintin, club de kin-ball.
- Quintin Roller Club, patin artistique, hockey sur patin à roulettes, roller de vitesse.
- Rugby.
- Basketball.
- Football.

## Personnalités liées à la commune
- Nicolas de Montmorency-Laval, dit Guy XVI de Laval (1476-1531), comte de Laval de 1500 à 1531, baron de Quintin et sire de Vitré.
- Jean-François-Pierre Poulain de Corbion, né en 1743 à Quintin, dans l'ancien hôtel Poulain (actuel Office du Tourisme), avocat, maire de Saint-Brieuc, député du Tiers état aux États généraux de 1789.
- Mathurin Le Prévost de La Touche, né le 11 octobre 1715 à Plestan, est l'un des fils de François-Louis Le Provost, seigneur de La Tousche ; il fut colonel d'infanterie et se distingua aux Indes, notamment dans la défense de Pondichéry ; il mourut le 21 octobre 1754 sur le vaisseau Le Prince[77].
- François Julien Limon (1742-1807), homme politique né à Quintin, député des Côtes-du-Nord au Conseil des Cinq-Cents.
- François-Jean Daillant de La Touche (1744-1827), littérateur.
- Honoré Marie Fleury, né le 17 janvier 1754 à Quintin, mort le 12 septembre 1827 à Saint-Brandan, homme politique des Côtes-du-Nord, membre de la Convention nationale et député au Conseil des Cinq-Cents.
- Jean-Baptiste Digaultray, homme politique, né le 23 novembre 1763 et décédé le 2 décembre 1834 à Quintin.
- Alexandre Glais-Bizoin, homme politique, initiateur du tarif unique postal en France, né à Quintin en 1800.
- Jean-Marie Limon (né en 1806 à Quintin, décédé en 1893 à Saint-Brieuc), magistrat, auteur d'un livre de référence Usages et règlements locaux en vigueur dans le département du Finistère, publié en 1852.
- Jules Lequier, philosophe, né le 30 janvier 1814 à Quintin.
- Jean-Marie Allenou, (1818 à Quintin - 1880 à Biarritz (Pyrénées-Atlantiques), député, conseiller général et sénateur des Côtes-du-Nord.
- Alphonse Guepin (Quintin, 27 octobre 1836 - Abbaye Saint-Dominique de Silos, 1917), fut le restaurateur de la communauté monastique du l'abbaye Saint-Dominique de Silos, et l'abbé entre 1880 et 1917.
- Jean-Baptiste Ollitrault de Kéryvallan (1862-1929), abbé général de l'Ordre des Cisterciens Réformés (Trappistes).
- Marie Allo, écrivain et poétesse née en 1866 et décédée en 1948 à Quintin.
- Mathilde Delaporte, écrivain, peintre et poétesse née en 1866 à Lannilis (Finistère) et décédée en 1941 à Quintin.
- Amélie Legall, championne cycliste internationale y est née en 1869.
- Alfred Lajat, né le 10 août 1872 à Quintin, poète breton, connu sous son nom bardique Mab An Argoat (« Fils de l'Argoat »).
- Louis-Ferdinand Céline épouse Édith Follet à Quintin le 19 août 1919[78].

## Distinctions et labels
La ville est sélectionnée dans l'émission Le Village Préféré des Français 2022. Emission diffusée sur France 3, le village de Quintin a été choisi pour représenter la région Bretagne.